# Liste der Stolpersteine in der Stadt Salzburg

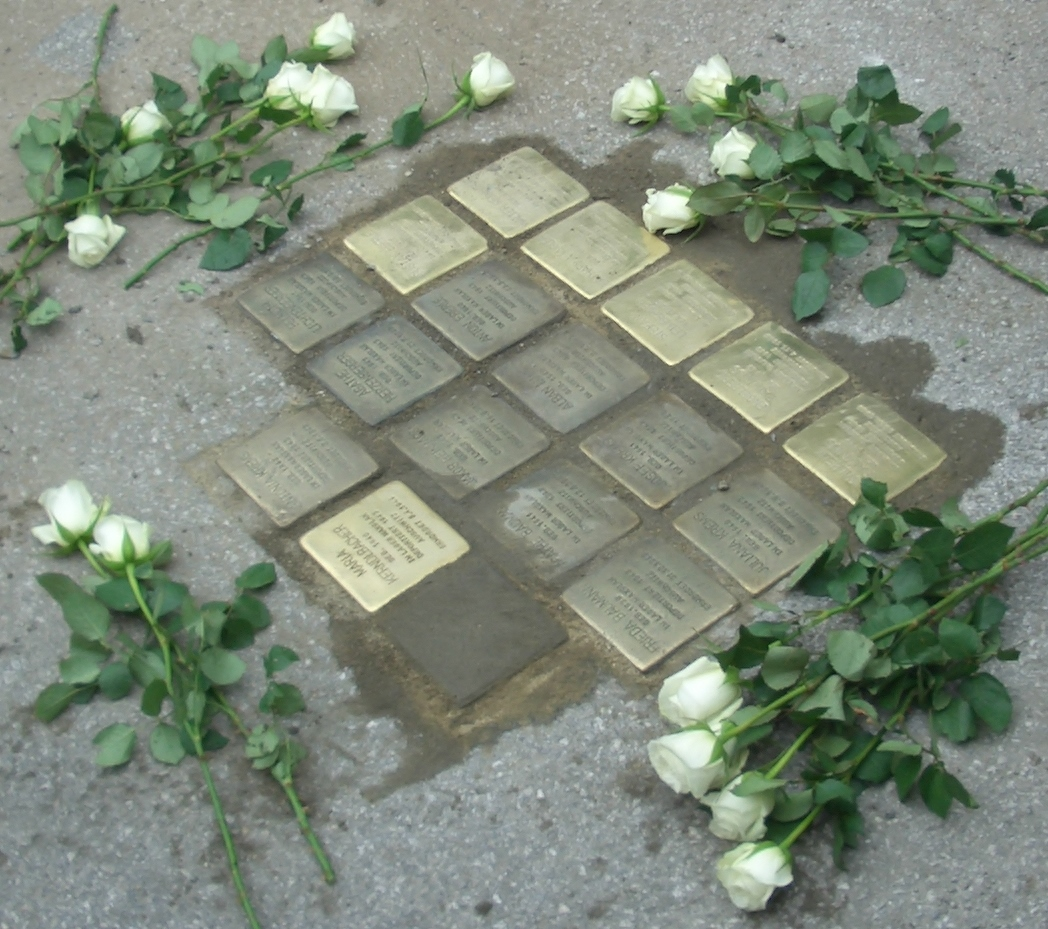
Stolpersteine am Schwarzgrabenweg, Salzburg

Die Liste der Stolpersteine in der Stadt Salzburg enthält die Namen nationalsozialistischer Opfer, an die ein Stolperstein in der Stadt Salzburg erinnert. Die Liste ist nach Stadtteil gruppiert und jeweils alphabetisch nach Familienname geordnet. Die Adresse gibt die Lage der Stolpersteine an. Die Verlegungen werden vom Personenkomitee Stolpersteine Salzburg organisiert.

## Aigen
Nachfolgende Stolpersteine befinden sich im Salzburger Stadtteil Aigen.
| Stolperstein | Inschrift                                                                                              | Verlegeort                 | Name, Leben                                    |
| ------------ | --- | -------------------------- | ---------------------------------------------- |
|              | HIER WOHNTE EDUARD BIGLER JG. 1868 DEPORTIERT 1944 BERGEN-BELSEN ERMORDET 4.6.1944                     | Schwarzenbergpromenade 6 · | Eduard Bigler (1868–1944)                      |
|              | HIER WOHNTE MARIA HANNES GEB. SCHWARZBÖCK JG. 1878 DEPORTIERT 21.4.1941 SCHLOSS HARTHEIM ERMORDET 1941 | Ziegelstadelstraße 9 ·     | Maria Hannes, geborene Schwarzböck (1878–1941) |

## Altstadt

### Altstadt (rechts)
| Bild                          | Inschrift | Name                          | Ort                                                                | Verlegedatum  | Anmerkungen                 |
| ----------------------------- | --- | ----------------------------- | ------------------------------------------------------------------ | ------------- | --------------------------- |
| Bieronski, Josef              | HIER WOHNTE JOSEF BIERONSKI JG. 1924 ZWANGSARBEIT BOMBEN ENTSCHÄRFEN TOT 18.11.1944 SALZBURG                                                 | Bieronski, Josef              | Dreifaltigkeitsgasse 2 (Karte)                                     | 14. Juli 2015 | Zwangsarbeiter/in Biografie |
| Coilliaux, René Lucien        | RENÉ LUCIEN COILLIAUX JG. 1913 FRANZÖSISCHER KRIEGSGEFANGENER ZWANGSARBEIT BRÜCKENBAU TOT 2.12.1942                                          | Coilliaux, René Lucien        | Staatsbrücke, rechter Brückenkopf (Karte)                          | 25. Sep. 2019 | Zwangsarbeiter/in Biografie |
| Gay, Martin                   | HIER WOHNTE MARTIN GAY JG. 1912 ZWANGSARBEIT BOMBEN ENTSCHÄRFEN TOT 18.11.1944 SALZBURG                                                      | Gay, Martin                   | Dreifaltigkeitsgasse 2 (Karte)                                     | 14. Juli 2015 | Zwangsarbeiter/in Biografie |
| Manczak, Lech                 | HIER WOHNTE LECH MANCZAK JG. 1922 ZWANGSARBEIT BOMBEN ENTSCHÄRFEN TOT 18.11.1944 SALZBURG                                                    | Manczak, Lech                 | Dreifaltigkeitsgasse 2 (Karte)                                     | 14. Juli 2015 | Zwangsarbeiter/in Biografie |
| Glasel, Siegfried Fritz       | HIER WIRKTE SIEGFRIED FRITZ GLASEL JG. 1890 Deportiert 27.10.1939 ERMORDET IN NISKO                                                          | Glasel, Siegfried Fritz       | Makartplatz 2 (Karte)                                              | 18. Apr. 2013 | Jude / Jüdin Biografie      |
| Gron, Josef                   | HIER WOHNTE JOSEF GRON JG. 1899 DEPORTIERT 17.6.1938 DACHAU ERMORDET 22.1.1942 SCHLOSS HARTHEIM                                              | Gron, Josef                   | Bergstraße 21 (Karte)                                              | 2. Juli 2014  | Biografie                   |
| Hammer, Franziska             | HIER WOHNTE FRANZISKA HAMMER GEB. GERSTLOHNER JG. 1888 IM CHRISTLICHEN WIDERSTAND ÜBERLEBT                                                   | Hammer, Franziska             | Linzer Gasse 6 (Karte)                                             | 25. Sep. 2018 | Biografie                   |
| Hofmann, Anton                | HIER WOHNTE ANTON HOFMANN JG. 1900 DEPORTIERT 21.5.1941 SCHLOSS HARTHEIM ERMORDET 1941                                                       | Hofmann, Anton                | Linzer Gasse 52 (Karte)                                            | 18. Apr. 2013 | Biografie                   |
| Jellinek, Gisela              | HIER WOHNTE GISELA JELLINEK GEB. MANDL JG. 1877 DEPORTIERT 1942 THERESIENSTADT ERMORDET 9.8.1943                                             | Jellinek, Gisela              | Dreifaltigkeitsgasse 1 (Platzl 2) (Karte)                          | 28. Aug. 2008 | Jude / Jüdin Biografie      |
| Jellinek, Johann              | HIER WOHNTE DR. JOHANN JELLINEK JG. 1875 DEPORTIERT 1942 THERESIENSTADT ERMORDET 20.3.1943                                                   | Jellinek, Johann              | Dreifaltigkeitsgasse 1 (Platzl 2) (Karte)                          | 28. Aug. 2008 | Jude / Jüdin Biografie      |
| Köck, Ferdinand               | HIER WOHNTE FERDINAND KÖCK JG. 1882 DEPORTIERT 17.4.1941 ′SCHLOSS HARTHEIM′ ERMORDET 1941                                                    | Köck, Ferdinand               | Mirabellplatz 1 (Karte)                                            | 22. März 2012 | Euthanasieopfer Biografie   |
| Köhler, Hermine               | HIER WOHNTE HERMINE KÖHLER GEB. FEIGLSTOCK-FERI JG. 1876 HAUS ENTEIGNET FLUCHT 1938 ITALIEN ÜBERLEBT                                         | Köhler, Hermine               | Dreifaltigkeitsgasse 5 (Karte)                                     | 26. Sep. 2018 | Jude / Jüdin Biografie      |
| Köhler, Max                   | HIER WOHNTE MAX KÖHLER JG. 1876 HAUS ENTEIGNET FLUCHT 1938 ITALIEN ÜBERLEBT                                                                  | Köhler, Max                   | Dreifaltigkeitsgasse 5 (Karte)                                     | 26. Sep. 2018 | Jude / Jüdin Biografie      |
| Kurtz, Theodor                | HIER WOHNTE THEODOR KURTZ JG. 1872 VERHAFTET 22.11.1942 ZUCHTHAUS STEIN AN DER DONAU TOT 24.8.1943 IM ZUCHTHAUS                              | Kurtz, Theodor                | Linzer Gasse 28 (Karte)                                            | 7. Juli 2011  | Jude / Jüdin Biografie      |
| Kurz, Maria                   | HIER WOHNTE MARIA KURZ JG. 1885 DEPORTIERT 21.5.1941 SCHLOSS HARTHEIM ERMORDET 1941                                                          | Kurz, Maria                   | Paris-Lodron-Straße 6 (Karte)                                      | 14. Juli 2015 | Biografie                   |
| Löwy, Ernst                   | HIER WOHNTE ERNST LÖWY JG. 1900 DEPORTIERT 1942 THERESIENSTADT ERMORDET IN AUSCHWITZ                                                         | Löwy, Ernst                   | Linzer Gasse 5 (Karte)                                             | 22. Aug. 2007 | Jude / Jüdin Biografie      |
| Löwy, Herbert                 | HIER WOHNTE HERBERT LÖWY JG. 1926 DEPORTIERT 1942 THERESIENSTADT ERMORDET IN AUSCHWITZ                                                       | Löwy, Herbert                 | Linzer Gasse 5 (Karte)                                             | 22. Aug. 2007 | Jude / Jüdin Biografie      |
| Löwy, Ida                     | HIER WOHNTE IDA LÖWY GEB. PICK JG. 1901 DEPORTIERT 1942 THERESIENSTADT ERMORDET IN AUSCHWITZ                                                 | Löwy, Ida                     | Linzer Gasse 5 (Karte)                                             | 22. Aug. 2007 | Jude / Jüdin Biografie      |
| Bisentz, Hedwig               | HIER WOHNTE HEDWIG BISENTZ, GEB. FÜRST JG. 1889 HAUS ENTEIGNET DEPORTIERT 20.8.1942 THERESIENSTADT ERMORDET 14.4.1943                        | Bisentz, Hedwig               | Linzer Gasse 5 (Karte)                                             |               |                             |
| Fürst, Arthur                 | HIER WOHNTE ARTHUR FÜRST, JG. 1883 HAUS ENTEIGNET FLUCHT 1939 USA                                                                            | Fürst, Arthur                 | Linzer Gasse 5 (Karte)                                             |               |                             |
| Mayr, Isabella                | HIER WOHNTE ISABELLA MAYR JG. 1903 DEPORTIERT 16.4.1941 SCHLOSS HARTHEIM ERMORDET 1941                                                       | Mayr, Isabella                | Linzer Gasse 35 (Karte)                                            | 18. Apr. 2013 | Biografie                   |
| Mensjuk, Paraska              | PARASKA MENSJUK JG. 1923 UKRAINE ZWANGSARBEIT VERHAFTET 27.6.1944 GESTAPOHAFT SALZBURG ERMORDET 30.6.1944                                    | Mensjuk, Paraska              | Paris-Lodron-Straße 3a (Karte)                                     | 14. Juli 2015 | Zwangsarbeiter/in Biografie |
| Neuwirth, Gisela              | HIER WOHNTE GISELA NEUWIRTH JG. 1921 DEPORTIERT 1941 GHETTO LAGOW GHETTO OPATOW ERMORDET 1942                                                | Neuwirth, Gisela              | Arenbergstraße 33 (Karte)                                          | 22. Juli 2010 | Jude / Jüdin Biografie      |
| Neuwirth, Henriette           | HIER WOHNTE HENRIETTE NEUWIRTH GEB. ENGLÄNDER JG. 1893 DEPORTIERT 1941 GHETTO LAGOW GHETTO OPATOW ERMORDET 1942                              | Neuwirth, Henriette           | Arenbergstraße 33 (Karte)                                          | 22. Juli 2010 | Jude / Jüdin Biografie      |
| Neuwirth, Max                 | HIER WOHNTE MAX NEUWIRTH JG. 1892 VERHAFTET 1940 BUCHENWALD 1940 DACHAU ERMORDET 13.5.1941                                                   | Neuwirth, Max                 | Arenbergstraße 33 (Karte)                                          | 22. Juli 2010 | Jude / Jüdin Biografie      |
| Portheim, Eduard              | HIER WOHNTE DR. EDUARD PORTHEIM JG. 1910 DEPORTIERT 16.10.1940 DACHAU ′SCHLOSS HARTHEIM′ ERMORDET 23.2.1942                                  | Portheim, Eduard              | Makartplatz 6 (Karte)                                              | 22. März 2012 | Jude / Jüdin Biografie      |
| Posch, Elvira                 | HIER WOHNTE ELVIRA POSCH JG. 1912 DEPORTIERT 21.5.1941 'SCHLOSS HARTHEIM' ERMORDET 1941                                                      | Posch, Elvira                 | Linzer Gasse 26 (Karte)                                            | 7. Juli 2011  | Euthanasieopfer Biografie   |
| Rosenkranz, Franz             | HIER WOHNTE FRANZ ROSENKRANZ JG. 1886 VERHAFTET 7.4.1938 DEPORTIERT 22.7.1942 SACHSENHAUSEN ERMORDET 19.4.1945                               | Rosenkranz, Franz             | Mirabellplatz 1 (Karte)                                            | 22. März 2012 | Racheopfer Biografie        |
| Sachsel-Lichtenstein, Olga    | HIER WOHNTE OLGA SACHSEL GEB. LICHTENSTEIN JG. 1876 DEPORTIERT 20.7.1942 THERESIENSTADT 1942 TREBLINKA ERMORDET 22.4.1943                    | Sachsel-Lichtenstein, Olga    | Linzer Gasse 24 (Karte)                                            | 18. Apr. 2013 | Jude / Jüdin Biografie      |
| Schaffgotsch, Franz Gotthard  | HIER WOHNTE FRANZ SCHAFFGOTSCH JG. 1902 FLUCHT 1938 JUGOSLAWIEN INTERNIERT DUBROVNIK TOT 21.12.1942                                          | Schaffgotsch, Franz Gotthard  | Arenbergstraße 25 (Karte)                                          | 19. Aug. 2016 | Racheopfer Biografie        |
| Scheckenberger, Elise Therese | HIER WOHNTE ELISE SCHECKENBERGER JG. 1904 DEPORTIERT 21.4.1941 SCHLOSS HARTHEIM ERMORDET 1941                                                | Scheckenberger, Elise Therese | Linzer Gasse 38 (Karte)                                            | 18. Apr. 2013 | Biografie                   |
| Schmalzbach, Herbert          | HIER WOHNTE HERBERT SCHMALZBACH JG 1929 FLUCHT 1939 FRANKREICH INTERNIERT DRANCY DEPORTIERT 9.9.1942 AUSCHWITZ ERMORDET                      | Schmalzbach, Herbert          | Linzer Gasse 53 (Karte)                                            | 18. Apr. 2013 | Jude / Jüdin Biografie      |
| Schmalzbach-Pirak, Marie      | HIER WOHNTE MARIE SCHMALZBACH GEB. PIRAK JG. 1901 FLUCHT 1933 FRANKREICH INTERNIERT DRANCY DEPORTIERT 9.9.1942 AUSCHWITZ ERMORDET            | Schmalzbach-Pirak, Marie      | Linzer Gasse 53 (Karte)                                            | 18. Apr. 2013 | Jude / Jüdin Biografie      |
| Schuech, Alfred               | HIER WOHNTE ALFRED SCHUECH JG. 1893 DEPORTIERT 17.4.1941 SCHLOSS HARTHEIM ERMORDET 1941                                                      | Schuech, Alfred               | Imbergstiege 4 (Verlegestelle zwischen Steingasse 7 und 9) (Karte) | 3. Juli 2014  | Biografie                   |
| Sonnleithner, Karl            | HIER WOHNTE KARL SONNLEITHNER JG. 1897 DEPORTIERT 21.5.1941 ′SCHLOSS HARTHEIM′ ERMORDET 1941                                                 | Sonnleithner, Karl            | Arenbergstraße 1 (Karte)                                           | 22. Juli 2010 | Euthanasieopfer Biografie   |
| Tannenberger, Fritz           | HIER WIRKTE FRITZ TANNENBERGER JG. 1897 GESTAPOHAFT IN SALZBURG TOT 25.10.1944                                                               | Tannenberger, Fritz           | Makartplatz 2 (Karte)                                              | 18. Apr. 2013 | Jude / Jüdin Biografie      |
| Tari, Angèle                  | ANGELE TARI JG. 1924 FRANZÖSISCHE ZWANGSARBEITERIN TOT 18.4.1944 SALZBURG                                                                    | Tari, Angèle                  | Schwarzstraße 4 (Karte)                                            | 25. Sep. 2018 | Zwangsarbeiter/in Biografie |
| Tischer, Friedrich            | HIER WOHNTE FRIEDRICH TISCHER JG. 1920 DEPORTIERT AUG. 1944 NEUENGAMME AUSSENKOMMANDO KALTENKIRCHEN TOT 13.11.1944                           | Tischer, Friedrich            | Königsgässchen 4 (Karte)                                           | 14. Juli 2015 | Biografie                   |
| Weber, Heinrich               | HIER WOHNTE HEINRICH WEBER JG. 1889 DEPORTIERT 28.8.1941 DACHAU SCHLOSS HARTHEIM ERMORDET 2.3.1942                                           | Weber, Heinrich               | Linzer Gasse 24 (Karte)                                            | 18. Apr. 2013 | Homosexuelle Biografie      |
| Zweig, Olga                   | HIER WOHNTE OLGA ZWEIG JG. 1885 VERHAFTET 11.3.1941 POLIZEIHAFT SALZBURG ENTLASSEN 11.5.1942 DEPORTIERT 1945 THERESIENSTADT BEFREIT/ÜBERLEBT | Zweig, Olga                   | Linzer Gasse 6 (Karte)                                             | 14. Nov. 2016 | Biografie                   |

### Kapuzinerberg
| Bild                        | Inschrift | Name                        | Ort                     | Verlegedatum  | Anmerkungen |
| --------------------------- | --- | --------------------------- | ----------------------- | ------------- | ----------- |
| Winternitz, Alexia          | HIER WOHNTE ALEXIA WINTERNITZ JG. 1907 FLUCHT 1938 FRANKREICH USA                                            | Winternitz, Alexia          | Kapuzinerberg 5 (Karte) | 19. Aug. 2016 | Biografie   |
| Winternitz, Susanna         | HIER WOHNTE SUSANNA WINTERNITZ JG. 1910 FLUCHT 1938 FRANKREICH USA                                           | Winternitz, Susanna         | Kapuzinerberg 5 (Karte) | 19. Aug. 2016 | Biografie   |
| Zweig, Stefan               | HIER WOHNTE STEFAN ZWEIG JG. 1881 FLUCHT 1934 ENGLAND, USA, BRASILIEN FLUCHT IN DEN TOD 23.2.1942 PETROPOLIS | Zweig, Stefan               | Kapuzinerberg 5 (Karte) | 19. Aug. 2016 | Biografie   |
| Zweig-Winternitz, Friderike | HIER WOHNTE FRIDERIKE ZWEIG-WINTERNITZ JG. 1882 FLUCHT 1938 FRANKREICH USA                                   | Zweig-Winternitz, Friderike | Kapuzinerberg 5 (Karte) | 19. Aug. 2016 | Biografie   |

## Elisabeth-Vorstadt
Die nachfolgend gelisteten Stolpersteine befinden sich im Salzburger Stadtteil Elisabeth-Vorstadt.
| Bild                     | Inschrift | Name                     | Ort                                | Verlegedatum  | Anmerkungen                      |
| ------------------------ | --- | ------------------------ | ---------------------------------- | ------------- | -------------------------------- |
| Bechinsky, Hermine       | HIER WOHNTE HERMINE BECHINSKY GEB. STEIN JG. 1861 DEPORTIERT 18.5.1942 THERESIENSTADT ERMORDET 30.40.1943                                            | Bechinsky, Hermine       | Hans-Prodinger-Straße 19 (Karte)   | 7. Juli 2011  | Jude / Jüdin Biografie           |
| Braunwieser, Walter      | HIER WOHNTE WALTER BRAUNWIESER JG. 1922 KRIEGSDIENST VERWEIGERT ERSCHOSSEN 30.7.1942 GLANEGG BEI SALZBURG                                            | Braunwieser, Walter      | Plainstraße 8 (Karte)              | 13. Mai 2013  | Deserteur Biografie              |
| Broz, Franz              | HIER WOHNTE FRANZ BROZ JG. 1889 IM WIDERSTAND VERHAFTET 4.3.1942 ZUCHTHAUS STRAUBING TOT AN HAFTFOLGEN                                               | Broz, Franz              | Haunspergstraße 27 (Karte)         | 18. Aug. 2016 | Politischer Widerstand Biografie |
| Čeliković, Latif         | LATIF CELIKOVIC JG. 1902 BOSNIEN TOT 3.3.1944 SALZBURG                                                                                               | Čeliković, Latif         | Südtirolerplatz (Karte)            | 27. Jan. 2015 | Zwangsarbeiter/in Biografie      |
| Chadebaud, Jean Baptiste | JEAN BAPTISTE CHADEBAUD JG. 1905 FRANKREICH TOT 16.10.1944 SALZBURG                                                                                  | Chadebaud, Jean Baptiste | Südtirolerplatz (Karte)            | 27. Jan. 2015 | Zwangsarbeiter/in Biografie      |
| Cobai, Luigi             | LUIGI COBAI JG. 1898 ITALIEN TOT 16.7.1942 SALZBURG                                                                                                  | Cobai, Luigi             | Südtirolerplatz (Karte)            | 27. Jan. 2015 | Zwangsarbeiter/in Biografie      |
| Eisenberg, Berta         | HIER WOHNTE BERTA EISENBERG GEB. NUSSENBLATT JG. 1884 DEPORTIERT 3.12.1941 RIGA ERMORDET                                                             | Eisenberg, Berta         | Lessingstraße 6 (Karte)            | 7. Juli 2011  | Jude / Jüdin Biografie           |
| Eisenberg, Leah          | LEAH EISENBERG JG. 1940 DEPORTIERT 3.12.1941 RIGA ERMORDET                                                                                           | Eisenberg, Leah          | Lessingstraße 6 (Karte)            | 18. Apr. 2013 | Jude / Jüdin Biografie           |
| Eisenberg, Paula         | HIER WOHNTE PAULA EISENBERG JG. 1909 DEPORTIERT 3.12.1941 RIGA ERMORDET                                                                              | Eisenberg, Paula         | Lessingstraße 6 (Karte)            | 7. Juli 2011  | Jude / Jüdin Biografie           |
| Friedländer, Rudolf      | HIER WOHNTE RUDOLF FRIEDLÄNDER JG. 1876 DEPORTIERT 9.4.1942 GHETTO IZBICA ERMORDET 1942                                                              | Friedländer, Rudolf      | Josef-Mayburger-Kai 50a (Karte)    | 18. Apr. 2013 | Jude / Jüdin Biografie           |
| Friedmann, Hilde         | HIER WOHNTE HILDE FRIEDMANN GEB. RIDEG JG. 1899 HAUS ENTEIGNET FLUCHT 1939 SCHWEIZ 1941 USA                                                          | Friedmann, Hilde         | Haunspergstraße 25: (Karte)        |               |                                  |
| Friedmann, Otto          | HIER WOHNTE OTTO FRIEDMANN JG. 1896 HAUS ENTEIGNET FLUCHT 1938 SCHWEIZ 1941 USA                                                                      | Friedmann, Otto          | Haunspergstraße 25: (Karte)        |               |                                  |
| Hartl, Rudolf            | HIER WOHNTE RUDOLF HARTL JG. 1909 IM WIDERSTAND VERHAFTET 2.4.1942 ZUCHTHAUS MÜNCHEN-STADELHEIM HINGERICHTET 30.7.1943                               | Hartl, Rudolf            | Elisabethstraße 49 (Karte)         | 13. Mai 2013  | Politischer Widerstand Biografie |
| Hekajllo, Olga           | HIER WOHNTE OLGA HEKAJLLO JG. 1892 IM WIDERSTAND DEPORTIERT JULI 1944 RAVENSBRÜCK ERMORDET 22.7.1944                                                 | Hekajllo, Olga           | Haunspergstraße 11 (Karte)         | 18. Apr. 2013 | Biografie                        |
| Hirsch, Emil             | HIER WOHNTE EMIL HIRSCH JG. 1922 DEPORTIERT 16.7.1942 THERESIENSTADT 1944 AUSCHWITZbr />AUSSENLAGER GLEIWITZ BEFREIT                                 | Hirsch, Emil             | Bergheimer Straße 23 (Karte)       |               |                                  |
| Hoch, Josef              | HIER WOHNTE JOSEF HOCH JG. 1921 DEPORTIERT 17.4.1941 SCHLOSS HARTHEIM ERMORDET 1941                                                                  | Hoch, Josef              | Elisabethstraße 28 (Karte)         | 14. Nov. 2016 | Biografie                        |
| Horvath, Mathias         | MATHIAS HORVATH JG. 1888 UNGARN IM WIDERSTAND ERMORDET 29.1.1944 MAUTHAUSEN                                                                          | Horvath, Mathias         | Südtirolerplatz (Karte)            | 27. Jan. 2015 | Biografie                        |
| Illner, Johann           | HIER WOHNTE JOHANN ILLNER JG. 1908 IM WIDERSTAND VERHAFTET 18.1.1942 ZUCHTHAUS MÜNCHEN – STADELHEIM HINGERICHTET 19.4.1943                           | Illner, Johann           | Stauffenstraße 10 (Karte)          | 13. Mai 2013  | Politischer Widerstand Biografie |
| Köhler, Leo              | HIER WOHNTE LEO KÖHLER JG. 1897 FLUCHT 1938 ITALIEN INTERNIERT TRANSITLAGER FOSSOLI DEPORTIERT 1944 SCHICKSAL UNBEKANNT                              | Köhler, Leo              | Plainstraße 18 (Karte)             | 7. Juli 2011  | Jude / Jüdin Biografie           |
| Kolar, Miroslaw          | MIROSLAV KOLAR JG. 1922 TSCHECHIEN TOT 27.3.1942 SALZBURG                                                                                            | Kolar, Miroslaw          | Südtirolerplatz (Karte)            | 27. Jan. 2015 | Zwangsarbeiter/in Biografie      |
| Kowal, Wladyslaw Jan     | JAN WLADYSLAW KOWAL JG. 1913 POLEN TOT 30.7.1943 SALZBURG                                                                                            | Kowal, Wladyslaw Jan     | Südtirolerplatz (Karte)            | 27. Jan. 2015 | Zwangsarbeiter/in Biografie      |
| Kulka, Stefan            | STEFAN KULKA JG. 1890 POLEN TOT 16.10.1944 SALZBURG                                                                                                  | Kulka, Stefan            | Südtirolerplatz (Karte)            | 27. Jan. 2015 | Zwangsarbeiter/in Biografie      |
| Lackenbauer, Karl        | HIER WOHNTE KARL LACKENBAUER JG. 1881 DEPORTIERT 21.5.1941 SCHLOSS HARTHEIM ERMORDET 1941                                                            | Lackenbauer, Karl        | Erzherzog-Eugen-Straße 24 (Karte)  | 14. Nov. 2016 | Biografie                        |
| Levi, Julius             | HIER WOHNTE JULIUS LEVI JG. 1878 DEPORTIERT 11.1.1942 RIGA ERMORDET 1942                                                                             | Levi, Julius             | Plainstraße 29 (Karte)             | 28. Sep. 2017 | Biografie                        |
| Mattseeroider, Franziska | HIER WOHNTE FANNY MATTSEEROIDER JG. 1892 DEPORTIERT 21.5.1941 SCHLOSS HARTHEIM ERMORDET 1941                                                         | Mattseeroider, Franziska | Elisabethstraße 53 (Karte)         | 22. März 2012 | Euthanasieopfer Biografie        |
| Morpurgo, Abraham        | HIER WOHNTE ABRAHAM MORPURGO JG. 1882 FLUCHT 1938 HOLLAND INTERNIERT WESTERBORK DEPORTIERT 1942 AUSCHWITZ ERMORDET 25.1.1943                         | Morpurgo, Abraham        | Hans-Prodinger-Straße 19 (Karte)   | 7. Juli 2011  | Jude / Jüdin Biografie           |
| Morpurgo, Edith          | HIER WOHNTE EDITH MORPURGO JG. 1912 FLUCHT 1938 HOLLAND INTERNIERT WESTERBORK DEPORTIERT 1942 AUSCHWITZ ERMORDET 31.8.1942                           | Morpurgo, Edith          | Hans-Prodinger-Straße 19 (Karte)   | 7. Juli 2011  | Jude / Jüdin Biografie           |
| Muik, Ernestine          | HIER WOHNTE ERNESTINE MUIK GEB. HOLZER JG. 1903 DEPORTIERT 8.1.1943 THERESIENSTADT 1943 AUSCHWITZ ERMORDET                                           | Muik, Ernestine          | Plainstraße 14 (Karte)             | 22. März 2012 | Jude / Jüdin Biografie           |
| Pesenti, Arcangelo       | ARCANGELO PESENTI JG. 1918 ITALIEN VERHAFTET 17.10.1944 SONDERGERICHT SALZBURG ′VOLKSSCHÄDLINGSVERORDNUNG′ Hingerichtet 31.1.1945 MÜNCHEN-STADELHEIM | Pesenti, Arcangelo       | Südtirolerplatz (Karte)            | 27. Jan. 2015 | Zwangsarbeiter/in Biografie      |
| Prodinger, Maria         | HIER WOHNTE MARIA PRODINGER JG. 1914 DEPORTIERT 16.4.1941 'SCHLOSS HARTHEIM' ERMORDET 1941                                                           | Prodinger, Maria         | Stauffenstraße 15 (Karte)          | 27. Aug. 2008 | Euthanasieopfer Biografie        |
| Reitmaier, Karl          | HIER WOHNTE KARL REITMAIER JG. 1913 DIENST AN DER WAFFE VERWEIGERT ERSCHOSSEN 27.6.1942 IN GLANEGG                                                   | Reitmaier, Karl          | Plainstraße 74 (Karte)             | 22. März 2012 | Deserteur Biografie              |
| Rosenberg, Hugo          | HIER WOHNTE HUGO ROSENBERG JG. 1894 VERTRIEBEN 1938 FLUCHT POLEN SCHICKSAL UNBEKANNT                                                                 | Rosenberg, Hugo          | Josef-Mayburger-Kai 28 (Karte)     | 18. Apr. 2013 | Jude / Jüdin Biografie           |
| Silberbauer, Franz       | HIER WOHNTE FRANZ SILBERBAUER JG. 1880 IM WIDERSTAND VERHAFTET 3.6.1944 DEPORTIERT 12.8.1944 MAUTHAUSEN ERMORDET 1.4.1945                            | Silberbauer, Franz       | Plainstraße 11 (Karte)             | 13. Mai 2013  | Biografie                        |
| Solomacha, Klawdia       | KLAWDIA SOLOMACHA GEB. SCHULIKA JG. 1913 UKRAINE TOT 20.12.1943 SALZBURG                                                                             | Solomacha, Klawdia       | Südtirolerplatz (Karte)            | 27. Jan. 2015 | Zwangsarbeiter/in Biografie      |
| Spannring, Johanna       | HIER WOHNTE JOHANNA SPANNRING GEB. HEJL JG. 1903 DEPORTIERT 21.4.1941 SCHLOSS HARTHEIM ERMORDET 1941                                                 | Spannring, Johanna       | Plainstraße 26 (Karte)             | 18. Aug. 2016 | Biografie                        |
| Stoiber, Ernst-Paul      | HIER WOHNTE ERNST-PAUL STOIBER JG. 1922 IM WIDERSTAND VERHAFTET 16.01.1942 ZUCHTHAUS MÜNCHEN - STADELHEIM HINGERICHTET 10.6.1943                     | Stoiber, Ernst-Paul      | Fanny-von-Lehnert-Straße 6 (Karte) | 18. Apr. 2013 | Politischer Widerstand Biografie |
| Vadon, Eugene            | EUGENE VADON JG. 1921 FRANKREICH TOT 8.5.1943 SALZBURG                                                                                               | Vadon, Eugene            | Südtirolerplatz (Karte)            | 27. Jan. 2015 | Zwangsarbeiter/in Biografie      |
| Wagner, Johann           | HIER WOHNTE JOHANN WAGNER JG. 1892 IM WIDERSTAND VERHAFTET 21.3.1943 ZUCHTHAUS BRUCHSAL BEI KARLSRUHE ERMORDET 6.6.1944                              | Wagner, Johann           | Plainstraße 5 (Karte)              | 13. Mai 2013  | Biografie                        |
| Weil, Camill             | HIER WOHNTE CAMILL WEIL JG. 1885 FLUCHT 1938 SCHWEDEN TOT 22.11.1943                                                                                 | Weil, Camill             | Josef-Mayburger-Kai 8 (Karte)      | 18. Aug. 2016 | Biografie                        |
| Weinhandl, Karoline      | HIER WOHNTE KAROLINE WEINHANDL JG. 1917 DEPORTIERT 16.4.1941 SCHLOSS HARTHEIM ERMORDET 1941                                                          | Weinhandl, Karoline      | Elisabethstraße 5a (Karte)         | 14. Nov. 2016 | Biografie                        |
| Weiß, Engelbert          | HIER WOHNTE ENGELBERT WEISS JG. 1891 IM WIDERSTAND VERHAFTET 5.2.1942 ZUCHTHAUS BERLIN-PLÖTZENSEE HINGERICHTET 7.4.1944                              | Weiß, Engelbert          | Engelbert-Weiß-Weg 10 (Karte)      | 7. Juli 2011  | Politischer Widerstand Biografie |
| Zielonka, Alexander      | ALEXANDER ZIELONKA JG. 1913 WEISSRUSSLAND STANDGERICHT DER GESTAPO ABSCHRECKUNGSURTEIL 'VOLKSSCHÄDLINGSVERORDNUNG' ERMORDET 17.10.1944 SALZBURG      | Zielonka, Alexander      | Südtirolerplatz (Karte)            | 27. Jan. 2015 | Zwangsarbeiter/in Biografie      |

## Gaisberg
Nachfolgend gelistete Stolpersteine befinden sich im Salzburger Stadtteil bzw. Landschaftsraum Gaisberg am Rande des städtischen Siedlungsgebietes knapp außerhalb der Stadtteilgrenzen von Gnigl (Grazer Bundesstraße, Kirchbergsteig) und Parsch (Judenbergweg, Sonnleitenweg).
| Bild             | Inschrift | Name             | Ort                            | Verlegedatum  | Anmerkungen                      |
| ---------------- | --- | ---------------- | ------------------------------ | ------------- | -------------------------------- |
| Girzinger, Josef | HIER WOHNTE JOSEF GIRZINGER JG. 1897 IM WIDERSTAND DEPORTIERT 23.9.1942 MAUTHAUSEN GUSEN ERMORDET 14.4.1943                      | Girzinger, Josef | Judenbergweg 15 (Karte)        | 19. Aug. 2016 | Biografie                        |
| Gruber, Johann   | HIER WOHNTE JOHANN GRUBER JG. 1904 ZEUGE JEHOVAS DEPORTIERT 13.5.1939 DACHAU 1939 MAUTHAUSEN ERMORDET 19.1.1940                  | Gruber, Johann   | Kirchbergsteig 4 (Karte)       | 23. März 2012 | Zeugen Jehovas Biografie         |
| Künstel, Lorenz  | HIER WOHNTE LORENZ KÜNSTEL JG. 1886 IM WIDERSTAND VERHAFTET 27.2.1942 ZUCHTHAUS STRAUBING TOT AN HAFTFOLGEN 18.9.1945            | Künstel, Lorenz  | Grazer Bundesstraße 32 (Karte) | 13. Juli 2015 | Politischer Widerstand Biografie |
| Löwit, Richard   | HIER WOHNTE RICHARD LÖWIT GEN. FRITZ RICHARD JG. 1870 TOT 9.2.1933 BERLIN                                                        | Löwit, Richard   | Sonnleitenweg 12 (Karte)       | 3. Juli 2014  | Jude / Jüdin Biografie           |
| Schablin, Frieda | HIER WOHNTE FRIEDA SCHABLIN GEB. LÖWIT JG. 1900 FLUCHT 1938 FRANKREICH INTERNIERT DRANCY DEPORTIERT 4.11.1942 AUSCHWITZ ERMORDET | Schablin, Frieda | Sonnleitenweg 12 (Karte)       | 3. Juli 2014  | Jude / Jüdin Biografie           |

## Gneis
Der nachfolgende Stolperstein befindet sich im Salzburger Stadtteil Gneis.
| Bild            | Inschrift                                                                               | Name            | Ort                        | Verlegedatum  | Anmerkungen               |
| --------------- | --------------------------------------------------------------------------------------- | --------------- | -------------------------- | ------------- | ------------------------- |
| Wöss, Balthasar | HIER WOHNTE BALTHASAR WÖSS JG. 1892 DEPORTIERT 21.5.1941 SCHLOSS HARTHEIM ERMORDET 1941 | Wöss, Balthasar | Thumegger Bezirk 5 (Karte) | 22. März 2012 | Euthanasieopfer Biografie |

## Gnigl
Die nachfolgend gelisteten Stolpersteine befinden sich im Salzburger Stadtteil Gnigl.
| Bild                  | Inschrift | Name                  | Ort                                                     | Verlegedatum  | Anmerkungen                      |
| --------------------- | --- | --------------------- | ------------------------------------------------------- | ------------- | -------------------------------- |
| Aglassinger, Valentin | HIER WOHNTE VALENTIN AGLASSINGER JG. 1886 IM WIDERSTAND VERHAFTET 15.3.1943 DEPORTIERT 19.4.1944 DACHAU ERMORDET 7.2.1945   | Aglassinger, Valentin | Turnerstraße 10 (Karte)                                 | 23. März 2012 | Politischer Widerstand Biografie |
| Bumberger, Maria      | HIER WOHNTE MARIA BUMBERGER GEB. EBNER JG. 1901 IM WIDERSTAND DEPORTIERT 21.7.1942 AUSCHWITZ ERMORDET 17.11.1942            | Bumberger, Maria      | Linzer Bundesstraße 26 (Karte)                          | 23. März 2012 | Politischer Widerstand Biografie |
| Graf, Anton           | HIER WOHNTE ANTON GRAF JG. 1899 IM WIDERSTAND VERHAFTET 3.4.1942 LANDESGERICHT WIEN HINGERICHTET 21.7.1943                  | Graf, Anton           | Minnesheimstraße 2 (Karte)                              | 3. Juli 2014  | Politischer Widerstand Biografie |
|                       | HIER WOHNTE KATHARINA GRÖBNER JG. 1892 DEPORTIERT 21.4.1941 SCHLOSS HARTHEIM ERMORDET 1941                                  | Gröbner, Katharina    | Grazer Bundesstraße 14 (Karte)                          | 13. Juli 2015 | Biografie                        |
| Haidinger, Josef      | HIER WOHNTE JOSEF HAIDINGER JG. 1898 IM WIDERSTAND VERHAFTET 17.1.1942 MÜNCHEN-STADELHEIM HINGERICHTET 11.5.1943            | Haidinger, Josef      | Josef-Waach-Straße 13 (Karte)                           | 13. Juli 2015 | Politischer Widerstand Biografie |
| Höpflinger, Wilhelm   | HIER WOHNTE WILHELM HÖPFLINGER JG. 1933 DEPORTIERT 23.5.1941 SCHLOSS HARTHEIM ERMORDET 1941                                 | Höpflinger, Wilhelm   | Eichstraße 15 (Karte)                                   | 29. Sep. 2017 | Euthanasieopfer Biografie        |
| Innerberger, Marianne | HIER WOHNTE MARIANNE INNERBERGER GEB. WITZSTEINER JG. 1901 IM WIDERSTAND DEPORTIERT 20.6.1942 AUSCHWITZ ERMORDET 12.11.1942 | Innerberger, Marianne | Linzer Bundesstraße 36 (Karte)                          | 23. März 2012 | Politischer Widerstand Biografie |
| Karas, Theresia       | HIER WOHNTE THERESIA KARAS 1939 DIAKONIEWERK GALLNEUKIRCHEN DEPORTIERT 13.1.1941 SCHLOSS HARTHEIM ERMORDET 1941             | Karas, Theresia       | Aglassingerstraße (vor Grundstück 308-58) (Karte)       | 3. Juli 2014  | Biografie                        |
|                       | HIER WOHNTE JOSEF KUMHART JG. 1897 IM WIDERSTAND VERHAFTET 3.3.1942 STRAFEINHEIT „OT“ TOT 24.12.1944 IN KEVELAER            | Kumhart, Josef        | Siedlerstraße 7 (Karte)                                 | 13. Juli 2015 | Politischer Widerstand Biografie |
| Machala, Theresia     | HIER WOHNTE THERESIA MACHALA GEB. POPPENREITER JG. 1894 DEPORTIERT 16.4.1941 SCHLOSS HARTHEIM ERMORDET 1941                 | Machala, Theresia     | Grazer Bundesstraße 19 (Karte)                          | 13. Juli 2015 | Biografie                        |
| Micheler, Josef       | HIER WOHNTE JOSEF MICHELER JG. 1892 IM WIDERSTAND VERHAFTET 2.11.1943 ZUCHTHAUS MÜNCHEN-STADELHEIM HINGERICHTET 7.7.1944    | Micheler, Josef       | Linzer Bundesstraße 58 (Karte)                          | 23. März 2012 | Politischer Widerstand Biografie |
| Prechtl, Georg Max    | HIER WOHNTE GEORG MAX PRECHTL JG. 1893 DEPORTIERT 17.4.1941 SCHLOSS HARTHEIM ERMORDET 1941                                  | Prechtl, Georg Max    | Schillinghofstraße 9 (Karte)                            | 13. Juli 2015 | Biografie                        |
| Reiter, Anton         | HIER WOHNTE ANTON REITER JG. 1907 SPANIENKÄMPFER DEPORTIERT 8.11.1941 DACHAU ERMORDET 2.12.1942                             | Reiter, Anton         | Mühlstraße 1 (Karte)                                    | 23. März 2012 | Spanienkämpfer Biografie         |
| Schmidhammer, Franz   | HIER WOHNTE FRANZ SCHMIDHAMMER JG. 1916 SPANIENKÄMPFER TOT 24.2.1938 IN SPANIEN                                             | Schmidhammer, Franz   | Aglassingerstr./S-Bahn-Haltestelle Salzburg-Sam (Karte) | 13. Juli 2015 | Spanienkämpfer Biografie         |
| Schweitzer, Johann    | HIER WOHNTE JOHANN SCHWEITZER JG. 1913 IM WIDERSTAND VERHAFTET 20.5.1942 ZUCHTHAUS LÜTTRINGHAUSEN ERMORDET 11.3.1944        | Schweitzer, Johann    | Turnerstraße 6 (Karte)                                  | 13. Juli 2015 | Politischer Widerstand Biografie |
| Stöckl, Josef         | HIER WOHNTE JOSEF STÖCKL JG. 1907 SPANIENKÄMPFER TOT ENDE 1937 SPANIEN                                                      | Stöckl, Josef         | Mühlstraße 3 (Karte)                                    | 26. Sep. 2018 |                                  |
| Trenke, Theresia      | HIER WOHNTE THERESIA TRENKE GEB. FORSTNER JG. 1876 DEPORTIERT 21.5.1941 SCHLOSS HARTHEIM ERMORDET 1941                      | Trenke, Theresia      | Schillinghofstraße 6 (Karte)                            | 13. Juli 2015 | Biografie                        |
| Wallis, Josef         | HIER WOHNTE JOSEF WALLIS JG. 1889 IM WIDERSTAND VERHAFTET 2.11.1943 ZUCHTHAUS BRANDENBURG-BÖRDEN HINGERICHTET 5.6.1944      | Wallis, Josef         | Linzer Bundesstraße 58 (Karte)                          | 23. März 2012 | Politischer Widerstand Biografie |
| Wallmann, Aloisia     | HIER WOHNTE ALOISIA WALLMANN JG. 1912 DEPORTIERT 18.4.1941 SCHLOSS HARTHEIM ERMORDET 1941                                   | Wallmann, Aloisia     | Eichstraße 43 (Karte)                                   | 15. Nov. 2016 | Biografie                        |

## Hellbrunn
Die nachfolgend gelisteten Stolpersteine befinden sich im Salzburger Stadtteil bzw. Landschaftsraum Hellbrunn.
| Bild                | Inschrift | Name                | Ort                   | Verlegedatum  | Anmerkungen                      |
| ------------------- | --- | ------------------- | --------------------- | ------------- | -------------------------------- |
| Panzenböck, Richard | RICHARD PANZENBÖCK JG. 1909 KRIEGSDIENST VERWEIGERT 26.8.1943 VERSTECKT AUF DER FLUCHT ERSCHOSSEN 11.6.1944 SALZBURG         | Panzenböck, Richard | Fürstenweg (Karte)    | 15. Nov. 2016 | Deserteur Biografie              |
| Reischenböck, Josef | HIER WOHNTE JOSEF REISCHENBÖCK JG. 1890 IM WIDERSTAND VERHAFTET 14.3.1942 ZUCHTHAUS MÜNCHEN-STADELHEIM HINGERICHTET 7.5.1943 | Reischenböck, Josef | Fürstenweg 35 (Karte) | 22. März 2012 | Politischer Widerstand Biografie |

## Itzling
Nachfolgend gelistete Stolpersteine befinden sich im Salzburger Stadtteil Itzling.
| Bild                  | Inschrift | Name                  | Ort                                  | Verlegedatum  | Anmerkungen |
| --------------------- | --- | --------------------- | ------------------------------------ | ------------- | --- |
| Aschenberger, Franz   | HIER WOHNTE FRANZ ASCHENBERGER JG. 1898 IM WIDERSTAND VERHAFTET 12.2.1942 ZUCHTHAUS MÜNCHEN-STADELHEIM HINGERICHTET 11.5.1943                         | Aschenberger, Franz   | Itzlinger Hauptstraße 67 (Karte)     | 13. Mai 2013  | Politischer Widerstand Biografie |
| Beer, Rudolf          | HIER WOHNTE RUDOLF BEER JG. 1901 DEPORTIERT 31.8.1938 DACHAU 1939 MAUTHAUSEN ERMORDET 17.4.1940                                                       | Beer, Rudolf          | Salzburger Schützenstraße 17 (Karte) | 22. März 2012 | Politischer Widerstand Biografie |
| Belousov, Johann      | HIER WOHNTE JOHANN BELOUSOV JG. 1938 EINGEWIESEN 25.7.1941 HEILANSTALT EGLFING-HAAR ERMORDET 16.8.1941                                                | Belousov, Johann      | Werkstättenstraße 12 (Karte)         | 22. März 2012 | Euthanasieopfer Biografie |
| Beranek, Adolf        | HIER WOHNTE ADOLF BERANEK JG. 1915 KRIEGSDIENST VERWEIGERT WEHRMACHTSGEFÄNGNIS TORGAU TOT 30.9.1942                                                   | Beranek, Adolf        | Kirchenstraße 49 (Karte)             | 26. Sep. 2018 | Biografie |
| Bermoser, Johann      | HIER WOHNTE JOHANN BERMOSER JG. 1903 IM WIDERSTAND VERHAFTET 1942 TOT AN HAFTFOLGEN 20.11.1944                                                        | Bermoser, Johann      | Schopperstraße 20 (Karte)            | 22. März 2012 | Politischer Widerstand Biografie |
| Bermoser, Rosa        | HIER WOHNTE ROSA BERMOSER GEB. SCHALLMOSER JG. 1900 IM WIDERSTAND DEPORTIERT 1942 AUSCHWITZ ERMORDET 13.10.1942                                       | Bermoser, Rosa        | Schopperstraße 20 (Karte)            | 22. März 2012 | Politischer Widerstand Biografie Rosa Bermoser wurde am 17. Januar 1900 in Kirchberg geboren. Sie wurde am 14. Oktober 1942 in Auschwitz ermordet. |
| Emminger, Karl        | HIER WOHNTE KARL EMMINGER JG. 1878 IM WIDERSTAND VERHAFTET 18.11.1942 TOT AN HAFTFOLGEN 3.5.1944                                                      | Emminger, Karl        | Kreuzstraße 14 (Karte)               | 22. März 2012 | Politischer Widerstand Biografie |
| Fraunhofer, Nikolaus  | HIER WOHNTE NIKOLAUS FRAUNHOFER JG. 1914 ZEUGE JEHOVAS VERHAFTET 5.12.1938 DEPORTIERT 19.2.1940 SACHSENHAUSEN ERMORDET 22.6.1940                      | Fraunhofer, Nikolaus  | Theodebertstraße 24 (Karte)          | 7. Juli 2011  | Zeugen Jehovas Biografie |
| Grabler, Ignaz        | HIER WOHNTE IGNAZ GRABLER JG. 1884 IM WIDERSTAND VERHAFTET 6.3.1942 ZUCHTHAUS STRAUBING TOT AN HAFTFOLGEN                                             | Grabler, Ignaz        | Itzlinger Hauptstraße 14 (Karte)     | 18. Aug. 2016 | Biografie |
| Gstöttner, Maria      | HIER WOHNTE MARIA GSTÖTTNER JG. 1896 DEPORTIERT 16.4.1941 SCHLOSS HARTHEIM ERMORDET 1941                                                              | Gstöttner, Maria      | Kreuzstraße 4 (Karte)                | 14. Nov. 2016 | Biografie |
| Honeder, Georg        | HIER WOHNTE GEORG HONEDER JG. 1880 DEPORTIERT 17.4.1941 SCHLOSS HARTHEIM ERMORDET 1941                                                                | Honeder, Georg        | Bahnhofstraße 39                     |               | |
| Mittendorfer, Franz   | HIER WOHNTE FRANZ MITTENDORFER JG. 1903 ZEUGE JEHOVAS KRIEGSDIENST VERWEIGERT ENTHAUPTET 6.1.1940 BERLIN-PLÖTZENSEE                                   | Mittendorfer, Franz   | Landstraße 15 (Karte)                | 22. Aug. 2007 | Zeugen Jehovas Biografie |
| Neudorfer, Franz      | HIER WOHNTE FRANZ NEUDORFER JG. 1911 DEPORTIERT 17.4.1941 SCHLOSS HARTHEIM ERMORDET 1941                                                              | Neudorfer, Franz      | Mittelstraße 3 (Karte)               | 14. Nov. 2016 | Biografie |
| Ofner, Franz          | HIER WOHNTE FRANZ OFNER JG. 1921 IM WIDERSTAND VERHAFTET 16.1.1942 ZUCHTHAUS MÜNCHEN-STADELHEIM HINGERICHTET 15.7.1943                                | Ofner, Franz          | Itzlinger Hauptstraße 22 (Karte)     | 18. Apr. 2013 | Politischer Widerstand Biografie |
| Reindl, Anna          | HIER WOHNTE ANNA REINDL JG. 1903 IM WIDERSTAND VERHAFTET 26.1.1942 DEPORTIERT MÄRZ 1942 AUSCHWITZ ERMORDET 24.8.1942                                  | Reindl, Anna          | Kreuzstraße 9 (Karte)                | 7. Juli 2011  | Politischer Widerstand Biografie Anna Reindl wurde am 14. Mai 1903 in Kremml geboren. Sie wurde am 24. August 1942 in Auschwitz ermordet.          |
| Reindl, Anton         | HIER WOHNTE ANTON REINDL JG. 1903 IM WIDERSTAND VERHAFTET 26.1.1942 ZUCHTHAUS MÜNCHEN-STADELHEIM HINGERICHTET 8.7.1943                                | Reindl, Anton         | Kreuzstraße 9 (Karte)                | 7. Juli 2011  | Politischer Widerstand Biografie |
| Rubenkes, Hermann     | HIER WOHNTE HERMANN RUBENKES JG. 1901 DEPORTIERT 25.6.1938 DACHAU 1940 BUCHENWALD ERMORDET 12.3.1942 BERNBURG/SAALE                                   | Rubenkes, Hermann     | Werkstättenstraße 14 (Karte)         | 22. März 2012 | Jude / Jüdin Biografie |
| Schallmoser, Karl     | HIER WOHNTE KARL SCHALLMOSER JG. 1906 IM WIDERSTAND VERHAFTET 27.1.1942 ZUCHTHAUS MÜNCHEN-STADELHEIM HINGERICHTET 22.7.1943                           | Schallmoser, Karl     | Schopperstraße 20 (Karte)            | 22. März 2012 | Politischer Widerstand Biografie |
| Schamberger, Theresia | HIER WOHNTE THERESIA SCHAMBERGER GEB. EICHINGER JG. 1872 DEPORTIERT 21.5.1941 SCHLOSS HARTHEIM ERMORDET 1941                                          | Schamberger, Theresia | Salzburger Schützenstraße 17 (Karte) | 22. März 2012 | Euthanasieopfer Biografie |
| Scheuringer, Maria    | HIER WOHNTE MARIA GSCHEURINGER GEB. KÖNIGSDORFER JG. 1888 DEPORTIERT 21.4.1941 SCHLOSS HARTHEIM ERMORDET 1941                                         | Scheuringer, Maria    | Pflanzmannstraße 6 (Karte)           | 14. Nov. 2016 | Biografie |
| Schwarz, Herbert      | HIER WOHNTE HERBERT SCHWARZ JG. 1918 DEPORTIERT 17.4.1941 SCHLOSS HARTHEIM ERMORDET 1941                                                              | Schwarz, Herbert      | Itzlinger Hauptstraße 15 (Karte)     | 18. Aug. 2016 | Biografie |
| Skerl, Blasius        | HIER WOHNTE BLASIUS SKERL JG. 1905 DEPORTIERT 27.9.1944 DACHAU NEUENGAMME BREMEN-SCHÜTZENHOF ERMORDET 2.4.1945                                        | Skerl, Blasius        | Franz-Schubert-Straße 6 (Karte)      | 14. Nov. 2016 | Politischer Widerstand Biografie |
| Strasser, Georg       | HIER WOHNTE GEORG STRASSER JG. 1887 DEPORTIERT 17.6.1938 DACHAU TOT AN HAFTFOLGEN 27.10.1942                                                          | Strasser, Georg       | Franz-Schubert-Straße 6 (Karte)      | 14. Nov. 2016 | Racheopfer Biografie |
| Thalhammer, Josef     | HIER WOHNTE JOSEF THALHAMMER JG. 1902 IM WIDERSTAND VERHAFTET 8.4.1942 ZUCHTHAUS MÜNCHEN-STADELHEIM HINGERICHTET 30.7.1943                            | Thalhammer, Josef     | Kreuzstraße 7 (Karte)                | 13. Mai 2013  | Politischer Widerstand Biografie |
| Wartinger, Josef      | HIER WOHNTE JOSEF WARTINGER JG. 1897 IM WIDERSTAND VERHAFTET JAN. 1942 ZUCHTHAUS MÜNCHEN-STADELHEIM HINGERICHTET 30.7.1943                            | Wartinger, Josef      | Muhrgasse 11 (Karte)                 | 13. Mai 2013  | Politischer Widerstand Biografie |
| Wegscheider, Anna     | HIER WOHNTE ANNA WEGSCHEIDER GEB. HOCHGRÜNDLER JG. 1904 ZEUGIN JEHOVAS KRIEGSDIENST VERWEIGERT DEPORTIERT 28.12.1939 KZ RAVENSBRÜCK ERMORDET 8.6.1942 | Wegscheider, Anna     | Landstraße 15 (Karte)                | 22. Aug. 2007 | Zeugen Jehovas Biografie |
| Wegscheider, Josef    | HIER WOHNTE JOSEF WEGSCHEIDER JG. 1897 ZEUGE JEHOVAS KRIEGSDIENST VERWEIGERT ERSCHOSSEN 26.9.1939 IN GLANEGG                                          | Wegscheider, Josef    | Landstraße 15 (Karte)                | 22. Aug. 2007 | Zeugen Jehovas Biografie |
| Wieland, Emil         | HIER ARBEITETE EMIL WIELAND JG. 1914 VERHAFTET 3.10.1944 DEPORTIERT 27.12.1944 DACHAU 13. EISENBAHN-BAUBRIGADE TOT FEBRUAR/MÄRZ 1945                  | Wieland, Emil         | Itzlinger Hauptstraße 32 (Karte)     | 18. Apr. 2013 | Jude / Jüdin Biografie |

## Kasern
Nachfolgend gelistete Stolpersteine befinden sich im Salzburger Stadtteil Kasern.
| Bild                  | Inschrift | Name                  | Ort                          | Verlegedatum  | Anmerkungen                                                                            |
| --------------------- | --- | --------------------- | ---------------------------- | ------------- | -------------------------------------------------------------------------------------- |
| Kopfstein             | ZWANGSARBEIT FÜR DIE RÜSTUNG 1939-1945 METALLGIESSEREI OBERASCHER                                                   | Kopfstein             | Söllheimer Straße 16 (Karte) | 24. Okt. 2014 | Kopfstein im Gedenken an die Opfer der Zwangsarbeit in der Metallgiesserei Oberascher. |
| Dubina, Alexander     | ALEXANDER DUBINA JG. 1926 UKRAINE ERMORDET 20.8.1943 KASERN                                                         | Dubina, Alexander     | Söllheimer Straße 16 (Karte) | 24. Okt. 2014 | Zwangsarbeiter/in Biografie                                                            |
| Fimberger, Friedrich  | FRIEDRICH FIMBERGER JG. 1901 IM WIDERSTAND DEPORTIERT 3.12.1944 DACHAU ERMORDET 25.2.1945                           | Fimberger, Friedrich  | Söllheimer Straße 16 (Karte) | 24. Okt. 2014 | Politischer Widerstand Biografie                                                       |
| Hock, Leopold         | LEOPOLD HOCK JG. 1914 IM WIDERSTAND VERHAFTET 30.3.1942 ZUCHTHAUS MÜNCHEN-STADELHEIM HINGERICHTET 30.7.1943         | Hock, Leopold         | Söllheimer Straße 16 (Karte) | 24. Okt. 2014 | Politischer Widerstand Biografie                                                       |
| Huntschenko, Wladimir | WLADIMIR HUNTSCHENKO JG. 1926 UKRAINE DEPORTIERT 10.4.1943 DACHAU ERMORDET 3.3.1944                                 | Huntschenko, Wladimir | Söllheimer Straße 16 (Karte) | 24. Okt. 2014 | Zwangsarbeiter/in Biografie                                                            |
| Lang, Ferdinand       | FERDINAND LANG JG. 1913 IM WIDERSTAND ZUCHTHAUS MÜNCHEN-STADELHEIM HINGERICHTET 21.11.1944                          | Lang, Ferdinand       | Söllheimer Straße 16 (Karte) | 24. Okt. 2014 | Politischer Widerstand Biografie                                                       |
| Plache, Rawis         | RAWIS PLACHE JG. 1925 UKRAINE ERMORDET 20.8.1943 KASERN                                                             | Plache, Rawis         | Söllheimer Straße 16 (Karte) | 24. Okt. 2014 | Zwangsarbeiter/in Biografie                                                            |
| Prilipa, Nikolaj      | NIKOLAJ PRILIPA JG. 1924 UKRAINE VERHAFTET 21.7.1943 DEPORTIERT 4.9.1943 DACHAU MITTELBAU-DORA TODESMARSCH 4.4.1945 | Prilipa, Nikolaj      | Söllheimer Straße 16 (Karte) | 24. Okt. 2014 | Zwangsarbeiter/in Biografie                                                            |
| Slesarow, Wladimir    | WLADIMIR SLESAROW JG. 1924 UKRAINE ERMORDET 20.8.1943 KASERN                                                        | Slesarow, Wladimir    | Söllheimer Straße 16 (Karte) | 24. Okt. 2014 | Zwangsarbeiter/in Biografie                                                            |
| Staschko, Halina      | HALINA STASCHKO JG. 1926 UKRAINE ERMORDET 1.5.1945 KASERN                                                           | Staschko, Halina      | Söllheimer Straße 16 (Karte) | 24. Okt. 2014 | Zwangsarbeiter/in Biografie                                                            |
| Stepanow, Leonid      | LEONID STEPANOW JG. 1922 UKRAINE ERMORDET 20.8.1943 KASERN                                                          | Stepanow, Leonid      | Söllheimer Straße 16 (Karte) | 24. Okt. 2014 | Zwangsarbeiter/in Biografie                                                            |
| Todero, Viktor        | VIKTOR TODERO JG. 1891 VERHAFTET FEB. 1943 HEILANSTALT DEPORTIERT 18.3.1944 MAUTHAUSEN ERMORDET 23.6.1944           | Todero, Viktor        | Söllheimer Straße 16 (Karte) | 29. Sep. 2017 | Biografie                                                                              |
| Wasilenko, Wasil      | WASIL WASILENKO JG. 1918 UKRAINE DEPORTIERT 4.9.1943 DACHAU ERMORDET 22. 9.1944                                     | Wasilenko, Wasil      | Söllheimer Straße 16 (Karte) | 24. Okt. 2014 | Zwangsarbeiter/in Biografie                                                            |

## Langwied
Die nachfolgend gelisteten Stolpersteine befinden sich im Salzburger Stadtteil Langwied.
| Bild             | Inschrift | Name             | Ort                      | Verlegedatum  | Anmerkungen                      |
| ---------------- | --- | ---------------- | ------------------------ | ------------- | -------------------------------- |
| Mackinger, Josef | HIER WOHNTE JOSEF MACKINGER JG. 1892 IM WIDERSTAND VERHAFTET 15.6.1942 ZUCHTHAUS BRUCHSAL BEI KARLSRUHE ERMORDET 16.12.1944 | Mackinger, Josef | Amselstraße 11 (Karte)   | 13. Juli 2015 | Politischer Widerstand Biografie |
| Pichler, Johann  | HIER WOHNTE JOHANN PICHLER JG. 1899 ZEUGE JEHOVAS KRIEGSDIENST VERWEIGERT ERSCHOSSEN 26.9.1938 IN GLANEGG                   | Pichler, Johann  | Bachwinkelweg 10 (Karte) | 22. Juni 2009 | Zeugen Jehovas Biografie         |

## Lehen
Die nachfolgend gelisteten Stolpersteine befinden sich im Salzburger Stadtteil Lehen.
| Bild                  | Inschrift | Name                  | Ort                                | Verlegedatum  | Anmerkungen                      |
| --------------------- | --- | --------------------- | ---------------------------------- | ------------- | -------------------------------- |
| Dunhofer, Ludwig      | HIER WOHNTE LUDWIG DUNHOFER JG. 1900 DEPORTIERT 17.4.1941 SCHLOSS HARTHEIM ERMORDET 1941                                             | Dunhofer, Ludwig      | Ignaz-Harrer-Straße 45 (Karte)     | 18. Aug. 2016 | Biografie                        |
| Flachberger, Therese  | HIER WOHNTE THERESIA FLACHBERGER JG. 1911 IM WIDERSTAND VERHAFTET 13.4.1944 WEHRKRAFTZERSETZUNG ZUCHTHAUS AICHACH ERMORDET 24.1.1945 | Flachberger, Therese  | Gaswerkgasse 24 (Karte)            | 6. Juli 2011  | Politischer Widerstand Biografie |
| Neumayr, Emma         | HIER WOHNTE EMMA NEUMAYR JG. 1878 DEPORTIERT 16.4.1941 SCHLOSS HARTHEIM                                                              | Neumayr, Emma         | Ignaz-Harrer-Straße 34 (Karte)     | 19. Apr. 2013 | Biografie                        |
| Oberweger, Klara      | HIER WOHNTE KLARA OBERWEGER JG. 1907 DEPORTIERT 16.4.1941 SCHLOSS HARTHEIM ERMORDET 1941                                             | Oberweger, Klara      | Christian-Doppler-Straße 8 (Karte) | 14. Nov. 2016 | Biografie                        |
| Ortner, Ingeborg      | HIER WOHNTE INGEBORG ORTNER JG. 1925 DEPORTIERT 16.4.1941 SCHLOSS HARTHEIM ERMORDET 1941                                             | Ortner, Ingeborg      | Thomas-Bernhard-Straße (Karte)     | 19. Apr. 2013 | Biografie                        |
| Reiter, Johann        | HIER WOHNTE JOHANN REITER JG. 1898 KRIEGSDIENST VERWEIGERT ERSCHOSSEN 25.7.1940 WIEN-KAGRAN                                          | Reiter, Johann        | Thomas-Bernhard-Straße (Karte)     | 19. Apr. 2013 | Deserteur Biografie              |
| Schuch, Karl          | HIER WOHNTE DR. KARL SCHUCH JG. 1880 DEPORTIERT 17.4.1941 SCHLOSS HARTHEIM ERMORDET 1941                                             | Schuch, Karl          | Ignaz-Harrer-Straße 16 (Karte)     | 14. Juli 2015 | Biografie                        |
| Seiwald, Franz        | HIER WOHNTE FRANZ SEIWALD JG. 1897 IM WIDERSTAND DEPORTIERT 28.3.1942 DACHAU SCHLOSS HARTHEIM ERMORDET 12.8.1942                     | Seiwald, Franz        | Esshaverstraße 7 (Karte)           | 18. Aug. 2016 | Biografie                        |
| Speckinger, Franziska | HIER WOHNTE FRANZISKA SPECKINGER JG. 1916 DEPORTIERT 23.5.1941 SCHLOSS HARTHEIM ERMORDET 1941                                        | Speckinger, Franziska | Gailenbachweg 3                    | 28. Sep. 2017 | Biografie                        |
| Stieger, Rosina       | HIER WOHNTE ROSINA STIEGER GEB. PITTER JG. 1909 DEPORTIERT 18.4.1941 SCHLOSS HARTHEIM ERMORDET 1941                                  | Stieger, Rosina       | Thomas-Bernhard-Straße (Karte)     | 19. Apr. 2013 | Biografie                        |
|                       | HIER WOHNTE JOSEF WINTERSTELLER JG. 1910 DESERTIERT MAI 1942 VERHAFTET JUNI 1942 ‘FRONTBEWÄHRUNG‘ TOT 1.7.1944                       | Wintersteller, Josef  | Scherzhauserfeldsiedlung (Karte)   | 21. Sep. 2019 | Biografie                        |
| Zöllner, Helmut       | HIER WOHNTE HELMUT ZÖLLNER JG. 1943 EINGEWIESEN 16.12.1943 HEILANSTALT AM SPIEGELGRUND ERMORDET 18.1.1944                            | Zöllner, Helmut       | Thomas-Bernhard-Straße (Karte)     | 19. Apr. 2013 | Biografie                        |

## Leopoldskron-Moos
Das Zwangslager Salzburg-Maxglan befand sich im Stadtteil Leopoldskron-Moos, bis 1939 eine eigenständige Gemeinde.
| Bild                 | Inschrift                                                                                   | Name                 | Ort                      | Verlegedatum  | Anmerkungen |
| -------------------- | ------------------------------------------------------------------------------------------- | -------------------- | ------------------------ | ------------- | --- |
| Baumann, Agathe      | AGATHE BAUMANN GEB. 1941 IM LAGER MAXGLAN DEPORTIERT 1943 AUSCHWITZ ERMORDET 12.5.1943      | Baumann, Agathe      | Schwarzgrabenweg (Karte) | 28. Aug. 2008 | Roma und Sinti Biografie Agathe Baumann wurde am 28. November 1941 in Salzburg geboren. Sie wurde am 12. Mai 1943 in Auschwitz ermordet.                          |
| Baumann, Frieda      | FRIEDA BAUMANN GEB. 1939 IM LAGER MAXGLAN DEPORTIERT 1943 AUSCHWITZ ERMORDET 31.10.1943     | Baumann, Frieda      | Schwarzgrabenweg (Karte) | 28. Aug. 2008 | Roma und Sinti Biografie Frieda Baumann wurde am 17. September 1939 in Salzburg geboren. Sie wurde am 31. Oktober 1943 in Auschwitz ermordet.                     |
| Eberle, Anton        | ANTON EBERLE GEB. 1940 IM LAGER MAXGLAN DEPORTIERT 1943 AUSCHWITZ ERMORDET 23.5.1943        | Eberle, Anton        | Schwarzgrabenweg (Karte) | 28. Aug. 2008 | Roma und Sinti Biografie Anton Eberle wurde am 16. Juli 1940 in Salzburg geboren. Er wurde am 23. Mai 1943 in Auschwitz ermordet.                                 |
| Eberle, Gustav       | GUSTAV EBERLE GEB. 1943 IM LAGER MAXGLAN DEPORTIERT 1943 AUSCHWITZ ERMORDET 23.4.1943       | Eberle, Gustav       | Schwarzgrabenweg (Karte) | 22. Juni 2009 | Roma und Sinti Biografie |
| Raiminius, Engelbert | ENGELBERT RAIMINIUS GEB. 1942 IM LAGER MAXGLAN DEPORTIERT 1943 AUSCHWITZ ERMORDET 4.11.1943 | Raiminius, Engelbert | Schwarzgrabenweg (Karte) | 22. Juni 2009 | Roma und Sinti Biografie Engelbert Raiminius wurde am 7. Februar 1942 in Salzburg, in Lager Maxglan, geboren. Er wurde am 4. November 1943 in Auschwitz ermordet. |
| Raiminius, Wilhelm   | WILHELM RAIMINIUS GEB. 1940 IM LAGER MAXGLAN DEPORTIERT 1943 AUSCHWITZ ERMORDET 16.11.1943  | Raiminius, Wilhelm   | Schwarzgrabenweg (Karte) | 28. Aug. 2008 | Roma und Sinti Biografie Wilhelm Raiminius wurde am 7. Juli 1940 in Salzburg, in Lager Maxglan, geboren. Er wurde am 16. November 1943 in Auschwitz ermordet.     |
| Reinhardt, Jakob     | JAKOB REINHARDT GEB. 1941 IM LAGER MAXGLAN DEPORTIERT 1943 AUSCHWITZ ERMORDET 19.5.1943     | Reinhardt, Jakob     | Schwarzgrabenweg (Karte) | 28. Aug. 2008 | Roma und Sinti Biografie Jakob Reinhardt wurde am 3. März 1941 in Salzburg, im Lager Maxglan, geboren. Er wurde am 19. Mai 1943 in Auschwitz ermordet.            |
| Reinhardt, Walter    | WALTER REINHARDT GEB. 1942 IM LAGER MAXGLAN DEPORTIERT 1943 AUSCHWITZ ERMORDET 6.5.1943     | Reinhardt, Walter    | Schwarzgrabenweg (Karte) | 22. Juni 2009 | Roma und Sinti Biografie Walter Reinhardt wurde am 26. Juni 1942 in Salzburg, im Lager Maxglan, geboren. Er wurde am 6. Mai 1943 in Auschwitz ermordet.           |
| Wolf, Aloisia        | HIER WOHNTE ALOISIA WOLF JG. 1930 SINTIZA DEPORTIERT 10.5.1944 AUSCHWITZ ERMORDET           | Wolf, Aloisia        | Kräutlerweg (Karte)      | 19. Apr. 2013 | Roma / Sinti Biografie |

## Liefering
Der nachfolgende Stolperstein befindet sich im Salzburger Stadtteil Liefering.
| Bild                     | Inschrift                                                                                         | Name                     | Ort                      | Verlegedatum  | Anmerkungen |
| ------------------------ | ------------------------------------------------------------------------------------------------- | ------------------------ | ------------------------ | ------------- | ----------- |
| Tüchler, Baldur Dagobert | HIER WOHNTE BALDUR TÜCHLER JG. 1941 EINGEWIESEN 17.9.1942 HEILANSTALT EGLFING-HAAR TOT 28.10.1942 | Tüchler, Baldur Dagobert | Dornberggasse 15 (Karte) | 19. Apr. 2013 | Biografie   |

## Maxglan und Maxglan West
Die nachfolgend gelisteten Stolpersteine befinden sich in den Salzburger Stadtteilen Maxglan und Maxglan West. Die Stolpersteine am Schwarzgrabenweg erinnern an Opfer des Lagers Maxglan, die Steine selbst befinden sich neben dem dem heutigen Stadtteil Maxglan West gegenüberliegenden Ufer der Glan, das bereits zum Stadtteil Leopoldskron-Moos (siehe oben) gehört.
| Bild                   | Inschrift | Name                   | Ort                                                                    | Verlegedatum  | Anmerkungen |
| ---------------------- | --- | ---------------------- | ---------------------------------------------------------------------- | ------------- | --- |
| Blach, Jan             | HIER ARBEITETE JAN BLACH JG. 1875 ZWANGSARBEIT TOT 29.9.1944 SALZBURG                                                                  | Blach, Jan             | Innsbrucker Bundesstraße 57 (Karte)                                    | 19. Apr. 2013 | Zwangsarbeiter/in Biografie |
| Bauchinger, Johanna    | HIER WOHNTE JOHANNA BAUCHINGER JG. 1903 DEPORTIERT 16.4.1941 SCHLOSS HARTHEIM ERMORDET 1941                                            | Bauchinger, Johanna    | Maxglaner Hauptstraße 33                                               |               | |
| Brandthaler, Johann    | HIER WOHNTE JOHANN BRANDTHALER JG. 1895 SPANIENKÄMPFER DEPORTIERT 9.12.1940 DACHAU 1942 NEUENGAMME ERMORDET 27.1.1943                  | Brandthaler, Johann    | Schlossergasse 1 (Karte)                                               | 19. Apr. 2013 | Spanienkämpfer Biografie |
| Bruckmoser, Johann     | HIER WOHNTE JOHANN BRUCKMOSER JG. 1906 IM WIDERSTAND VERHAFTET 25.2.1942 ZUCHTHAUS STRAUBING TOT AN HAFTFOLGEN                         | Bruckmoser, Johann     | Gärtnerstraße 33 (Karte)                                               | 18. Aug. 2016 | Biografie |
| Brugger, Anton         | HIER WOHNTE ANTON BRUGGER JG. 1911 ADVENTIST KRIEGSDIENST VERWEIGERT ZUCHTHAUS BRANDENBURG-GÖRDEN HINGERICHTET 3.2.1943                | Brugger, Anton         | Josef-Schwer-Gasse 8 (Karte)                                           | 19. Apr. 2013 | Deserteur Biografie |
| Casagranda, Franziska  | HIER WOHNTE FRANZISKA CASAGRANDA JG. 1894 DEPORTIERT 16.4.1941 'SCHLOSS HARTHEIM' ERMORDET 1941                                        | Casagranda, Franziska  | Villagasse 7 (Karte)                                                   | 6. Juli 2011  | Franziska Casagranda (geborene Schlager) wurde am 28. Juli 1894 in Salzburg geboren. Sie war die Tochter von Karl und Franziska Schlager. Sie heiratete Johann Casagranda und hatte mit diesem ein Kind. Am 3. September 1939 wurde sie in die Landesheilanstalt Salzburg, die heutige Christian-Doppler-Klinik, eingewiesen und wurde im Zuge der Aktion T4 am 16. April 1941 in die Tötungsanstalt Hartheim gebracht und dort ermordet. |
| Duda, Ignaz            | HIER WOHNTE IGNAZ DUDA JG. 1899 DEPORTIERT 17.4.1941 SCHLOSS HARTHEIM ERMORDET 1941                                                    | Duda, Ignaz            | Josef-Schwer-Gasse 5A (Karte)                                          | 18. Aug. 2016 | Biografie |
| Dullinger, Rudolf      | HIER WOHNTE RUDOLF DULLINGER JG. 1884 DEPORTIERT 17.4.1941 SCHLOSS HARTHEIM ERMORDET 1941                                              | Dullinger, Rudolf      | Römergasse 27 (Karte)                                                  | 18. Aug. 2016 | Biografie |
| Göls, Josef            | HIER WOHNTE JOSEF GÖLS JG. 1894 ZEUGE JEHOVAS KRIEGSDIENST VERWEIGERT VERHAFTET 10.1.1940 SACHSENHAUSEN 1942 DACHAU ERMORDET 19.2.1945 | Göls, Josef            | Römergasse 17 (Karte)                                                  | 22. Juni 2009 | Zeugen Jehovas Biografie |
| Hager, Hermann         | HIER WOHNTE HERMANN HAGER JG. 1910 DEPORTIERT 17.4.1941 SCHLOSS HARTHEIM ERMORDET 1941                                                 | Hager, Hermann         | Gärtnerstraße 12 (Verlegestelle: Ecke Heinrich-Haubner-Straße) (Karte) | 28. Sep. 2017 | Biografie |
| Hager, Franz           | HIER WOHNTE FRANZ HAGER JG. 1907 IM WIDERSTAND VERHAFTET 14.5.1942 ZUCHTHAUS KAISHEIM STRAFEINHEIT 500 TOT15.1.1945                    | Hager, Franz           | Seeauergasse 3 (Karte)                                                 | 14. Nov. 2016 | Biografie |
| Herzenberger, Agathe   | AGATHE HERZENBERGER GEB. 1941 IM LAGER MAXGLAN DEPORTIERT 1943 AUSCHWITZ ERMORDET 21.7.1943                                            | Herzenberger, Agathe   | Schwarzgrabenweg (Karte)                                               | 28. Aug. 2008 | Roma und Sinti Biografie Agathe Herzenberger wurde am 2. Oktober 1941 in Salzburg, im Lager Maxglan, geboren. Sie wurde am 21. Juli 1943 in Auschwitz ermordet. |
| Herzenberger, Sonia    | SONIA HERZENBERGER GEB. 17.4.1943 AUSCHWITZ ERMORDET 30.4.1943 AUSCHWITZ                                                               | Herzenberger, Sonia    | Schwarzgrabenweg (Karte)                                               | 3. Juli 2014  | Roma und Sinti Biografie |
| Hofmann, Rosa          | HIER WOHNTE ROSA HOFMANN JG. 1919 IM WIDERSTAND VERHAFTET 17.4.1942 WEHRKRAFTZERSETZUNG BERLIN-PLÖTZENSEE HINGERICHTET 9.3.1943        | Hofmann, Rosa          | Moserstraße 10 (Karte)                                                 | 6. Juli 2011  | Politischer Widerstand Biografie |
| Holleis, Johann        | HIER WOHNTE JOHANN HOLLEIS JG. 1939 DEPORTIERT 1944 HEILANSTALT AM SPIEGELGRUND ERMORDET 27.4.1944                                     | Holleis, Johann        | Bindergasse 6 (Karte)                                                  | 6. Juli 2011  | Biografie |
| Jakob, Wilhelm         | HIER WOHNTE WILHELM JAKOB JG. 1914 VERHAFTET 21.5.1938 DEPORTIERT 27.6.1938 DACHAU 1939 MAUTHAUSEN ERMORDET 17.2.1940                  | Jakob, Wilhelm         | Ganshofstraße 3 (Karte)                                                | 19. Apr. 2013 | Racheopfer Biografie |
| Jungwirth, Elisabeth   | HIER WOHNTE ELISABETH JUNGWIRTH JG. 1884 DEPORTIERT 16.4.1941 SCHLOSS HARTHEIM ERMORDET 1941                                           | Jungwirth, Elisabeth   | Maxglaner Hauptstraße 36 (Karte)                                       | 18. Aug. 2016 | Biografie |
| Kerndlbacher, Maria    | MARIA KERNDLBACHER GEB 1940 IM LAGER MAXGLAN DEPORTIERT 1943 AUSCHWITZ ERMORDET 8.4.1944                                               | Kerndlbacher, Maria    | Schwarzgrabenweg (Karte)                                               | 22. Aug. 2007 | Roma und Sinti Biografie |
|                        | HIER WOHNTE HERMANN KOLLER JG. 1911 IM WIDERSTAND VERHAFTET 20.3.1943 DEPORTIERT 17.5.1943 DACHAU ERMORDET 21.3.1945                   | Koller, Hermann        | Gärtnerstraße 18 (Karte)                                               | 19. Apr. 2013 | Biografie |
| Krems, Antonia         | ANTONIA KREMS GEB. 1942 IM LAGER MAXGLAN DEPORTIERT 1943 AUSCHWITZ ERMORDET 3.6.1943                                                   | Krems, Antonia         | Schwarzgrabenweg (Karte)                                               | 22. Aug. 2007 | Roma und Sinti Biografie |
| Krems, Josef           | JOSEF KREMS GEB. 1941 IM LAGER MAXGLAN DEPORTIERT 1943 AUSCHWITZ ERMORDET 1944                                                         | Krems, Josef           | Schwarzgrabenweg (Karte)                                               | 28. Aug. 2008 | Roma und Sinti Biografie |
| Krems, Juliana         | JULIANA KREMS GEB. 1940 IM LAGER MAXGLAN DEPORTIERT 1943 AUSCHWITZ ERMORDET 3.9.1943                                                   | Krems, Juliana         | Schwarzgrabenweg (Karte)                                               | 28. Aug. 2008 | Roma und Sinti Biografie |
| Kugler, Katharina      | KATHARINA KUGLER GEB. 1941 IM LAGER MAXGLAN DEPORTIERT 1943 AUSCHWITZ ERMORDET 15.10.1943                                              | Kugler, Katharina      | Schwarzgrabenweg (Karte)                                               | 22. Juni 2009 | Roma und Sinti Biografie Marie Haslauer wurde am 5. Februar 1941 in Salzburg, im Lager Maxglan, geboren. Sie wurde am 15. Oktober 1943 in Auschwitz ermordet. |
| Ladinger, Elise        | HIER WOHNTE ELISE LADINGER JG. 1909 DEPORTIERT 21.5.1941 SCHLOSS HARTHEIM ERMORDET 1941                                                | Ladinger, Elise        | Pillweinstraße 7 (Karte)                                               | 25. Sep. 2018 | |
| Legerer, Susanne       | HIER WOHNTE SUSANNE LEGERER JG. 1919 IM WIDERSTAND VERHAFTET 18.6.1940 DEPORTIERT 1940 RAVENSBRÜCK ERMORDET 4.4.1941                   | Legerer, Susanne       | Josef-Schwer-Gasse 3 (Karte)                                           | 6. Juli 2011  | Politischer Widerstand Biografie |
| Leimberger, Stefan     | STEFAN LEIMBERGER GEB. 1940 IM LAGER MAXGLAN DEPORTIERT 1943 AUSCHWITZ ERMORDET DEZ. 1943                                              | Leimberger, Stefan     | Schwarzgrabenweg (Karte)                                               | 22. Juni 2009 | Roma und Sinti Biografie |
| Lichtenberger, Helmuth | HELMUT LICHTENBERGER GEB. 1941 IM LAGER MAXGLAN DEPORTIERT 1943 AUSCHWITZ ERMORDET 19.4.1943                                           | Lichtenberger, Helmuth | Schwarzgrabenweg (Karte)                                               | 28. Aug. 2008 | Roma und Sinti Biografie |
| Lutz, Alban            | ALBAN LUTZ GEB. 1940 IM LAGER MAXGLAN DEPORTIERT 1943 AUSCHWITZ ERMORDET 3.7.1943                                                      | Lutz, Alban            | Schwarzgrabenweg (Karte)                                               | 28. Aug. 2008 | Roma und Sinti Biografie Alban Lutz wurde am 28. November 1940 in Salzburg, im Lager Maxglan, geboren. Er wurde am 3. Juli 1943 in Auschwitz ermordet. |
| Maresch, Stefanie      | HIER WOHNTE STEFANIE MARESCH JG. 1885 DEPORTIERT 16.4.1941 SCHLOSS HARTHEIM ERMORDET 1941                                              | Maresch, Stefanie      | Maxglaner Hauptstraße 26 (Verlegestelle: Ecke Rochusstraße) (Karte)    | 14. Juli 2015 | Biografie |
| Moltinger, Franz       | HIER WOHNTE HERMANN MOLTINGER JG. 1915 SPANIENKÄMPFER VERHAFTET MAI 1940 DEPORTIERT TOT MAI 1945                                       | Moltinger, Franz       | Wehrgasse 3                                                            |               | |
| Peuker, Rudolf         | HIER WOHNTE RUDOLF PEUKER JG. 1907 DEPORTIERT 21.5.1941 SCHLOSS HARTHEIM ERMORDET 1941                                                 | Peuker, Rudolf         | Neutorstraße 42 (Karte)                                                | 18. Aug. 2016 | Biografie |
| Pfeffer, Josef         | HIER WOHNTE JOSEF PFEFFER JG. 1912 VERHAFTET 1938 DEPORTIERT 1940 ORANIENBURG ERMORDET 28.1.1945                                       | Pfeffer, Josef         | Maxglaner Hauptstraße 52 (Karte)                                       | 28. Aug. 2008 | Politischer Widerstand Biografie |
| Ploteny, Barbara       | HIER WOHNTE BARBARA PLOTENY GEB. HEJLIK JG. 1889 DEPORTIERT 21.4.1941 SCHLOSS HARTHEIM ERMORDET 1941                                   | Ploteny, Barbara       | Maxglaner Hauptstraße 37 (Karte)                                       | 28. Sep. 2017 | Biografie |
| Rafetseder, Anton      | HIER WOHNTE ANTON RAFETSEDER JG. 1908 ZEUGE JEHOVAS KRIEGSDIENST VERWEIGERT VERHAFTET 2.3.1940 SACHSENHAUSEN ERMORDET 29.4.1940        | Rafetseder, Anton      | Römergasse 17 (Karte)                                                  | 22. Juni 2009 | Zeugen Jehovas Biografie |
| Riedherr, Josef        | HIER WOHNTE JOSEF RIEDHERR JG. 1894 IM WIDERSTAND VERHAFTET 26.3.1942 ZUCHTHAUS STRAUBING TOT AN HAFTFOLGEN                            | Riedherr, Josef        | Stieglstraße 1 (Karte)                                                 | 18. Aug. 2016 | Biografie |
| Rudle, Walter          | HIER WOHNTE WALTER RUDLE JG. 1915 KRIEGSDIENST VERWEIGERT HINGERICHTET 23.4.1945 OSLO                                                  | Rudle, Walter          | Chiemgaustraße 7 (Karte)                                               | 18. Aug. 2016 | Deserteur Biografie |
| Smolik, Rudolf         | HIER WOHNTE RUDOLF SMOLIK JG. 1902 IM WIDERSTAND VERHAFTET 24.2.1942 ZUCHTHAUS MÜNCHEN-STADELHEIM HINGERICHTET 30.7.1943               | Smolik, Rudolf         | Maxglaner Hauptstraße 17 (Karte)                                       | 6. Juli 2011  | Politischer Widerstand Biografie |
| Stiller, Adolf         | HIER WOHNTE ADOLF STILLER JG. 1888 DEPORTIERT 17.4.1941 SCHLOSS HARTHEIM ERMORDET 1941                                                 | Stiller, Adolf         | Stieglstraße 3 (Karte)                                                 | 6. Juli 2011  | Euthanasieopfer Biografie |
| Stöckler, Viktor       | HIER WOHNTE VIKTOR STÖCKLER JG. 1877 DEPORTIERT 21.4.1941 SCHLOSS HARTHEIM ERMORDET 1941                                               | Stöckler, Viktor       | Maxglaner Hauptstraße 73                                               | 28. Sep. 2017 | Biografie |
| Stojkowitsch, Johann   | HIER ARBEITETE JOHANN STOJKOWITSCH JG. 1896 LOVARA DEPORTIERT 20.4.1943 AUSCHWITZ ERMORDET                                             | Stojkowitsch, Johann   | Innsbrucker Bundesstraße 57 (Karte)                                    | 19. Apr. 2013 | Roma / Sinti Biografie |
| Vogl, Karl             | HIER WOHNTE KARL VOGL JG. 1894 DEPORTIERT 17.4.1941 SCHLOSS HARTHEIM ERMORDET 1941                                                     | Vogl, Karl             | Innsbrucker Bundesstraße 21 (Karte)                                    | 6. Juli 2011  | Euthanasieopfer Biografie |
| Weingartner, Alfred    | HIER WOHNTE ALFRED WEINGARTNER JG. 1930 EINGEWIESEN 18.4.1941 HEILANSTALT EGLFING-HAAR TOT 21.6.1942                                   | Weingartner, Alfred    | Siezenheimer Straße 45 (Karte)                                         | 19. Apr. 2013 | Biografie |
| Weitenthaler, Karl     | HIER ARBEITETE KARL WEITENTHALER JG. 1896 IM WIDERSTAND VERHAFTET 1.9.1941 1944 MAUTHAUSEN AUSSENLAGER LINZ III ERMORDET 12.4.1945     | Weitenthaler, Karl     | Kleßheimer Allee 35 (Karte)                                            | 18. Aug. 2016 | Biografie |
| Wimmer, Josef          | HIER WOHNTE JOSEF WIMMER JG. 1903 IM WIDERSTAND VERHAFTET 25.8.1944 DEPORTIERT 21.10.1944 DACHAU 1944 AUSCHWITZ ERMORDET               | Wimmer, Josef          | Glockengießerstraße 6 (Karte)                                          | 19. Apr. 2013 | Biografie |
| Zaninelli, Rupert      | HIER WOHNTE RUPERT ZANINELLI JG. 1923 DEPORTIERT 23.5.1941 SCHLOSS HARTHEIM ERMORDET 1941                                              | Zaninelli, Rupert      | Glangasse 2 (Verlegestelle: Ecke Maxglaner Hauptstraße) (Karte)        | 28. Sep. 2017 | Biografie |

## Neustadt
Nachfolgend gelistete Stolpersteine befinden sich im Salzburger Stadtteil Neustadt (örtlich im Alltag meist Andräviertel genannt).

Stolpersteine Rainerstraße 2 und 4 nach Bauarbeiten 2016 neu angeordnet.
| Bild                          | Inschrift | Name                          | Ort                                                                       | Verlegedatum  | Anmerkungen                                                |
| ----------------------------- | --- | ----------------------------- | ------------------------------------------------------------------------- | ------------- | ---------------------------------------------------------- |
| Altmann, Adolf                | RABBINER DR. ADOLF ALTMANN JG. 1879 FLUCHT 1938 HOLLAND DEPORTIERT 25.2.1944 THERESIENSTADT 1944 AUSCHWITZ ERMORDET 7.7.1944     | Altmann, Adolf                | Vor der Synagoge Lasserstraße 8 (Karte)                                   | 2. Juli 2014  | Jude / Jüdin Biografie                                     |
| Aninger, Heinrich             | HIER WOHNTE HEINRICH ANINGER JG. 1867 DEPORTIERT 1942 THERESIENSTADT ERMORDET 1.8.1942                                           | Aninger, Heinrich             | Franz-Josef-Straße 6 (Karte)                                              | 22. Juni 2009 | Jude / Jüdin Biografie                                     |
| Aninger, Klara                | HIER WOHNTE KLARA ANINGER GEB. TAUSSIS JG. 1882 DEPORTIERT 1942 THERESIENSTADT ERMORDET 4.10.1942                                | Aninger, Klara                | Franz-Josef-Straße 6 (Karte)                                              | 22. Juni 2009 | Jude / Jüdin Biografie                                     |
| Aschenbrenner, Margarethe     | HIER WOHNTE MARGARETHE ASCHENBRENNER JG. 1887 DEPORTIERT 21.5.1941 SCHLOSS HARTHEIM ERMORDET 1941                                | Aschenbrenner, Margarethe     | Rupertgasse 4 (Karte)                                                     | 13. Juli 2015 | Biografie                                                  |
| Bammer, Therese               | HIER WOHNTE THERESE BAMMER GEB. RABEDER JG. 1869 DEPORTIERT 16.4.1941 'SCHLOSS HARTHEIM' ERMORDET 1941                           | Bammer, Therese               | Auerspergstraße 49 (Karte)                                                | 7. Juli 2011  | Euthanasieopfer Biografie                                  |
| Bonyhadi, Daniel              | HIER WOHNTE DANIEL BONYHADI JG. 1863 TOT VOR DEPORTATION 5.11.1939                                                               | Bonyhadi, Daniel              | Rainerstraße 4 (Karte)                                                    | 28. Aug. 2008 | Jude / Jüdin Biografie                                     |
| Bonyhadi, Edgar               | HIER WOHNTE EDGAR BONYHADI JG. 1888 DEPORTIERT 1942 MALY TROSTINEC ERMORDET 26.5.1942                                            | Bonyhadi, Edgar               | Rainerstraße 4 (Karte)                                                    | 28. Aug. 2008 | Jude / Jüdin Biografie                                     |
| Bonyhadi, Gertrude            | HIER WOHNTE GERTRUDE BONYHADI GEB. LÖWIT JG. 1905 DEPORTIERT 1941 LODZ 1944 BERGEN-BELSEN TOT 3.5.1945                           | Bonyhadi, Gertrude            | Rainerstraße 4 (Karte)                                                    | 28. Aug. 2008 | Jude / Jüdin Biografie                                     |
| Bonyhadi, Ludwig              | HIER WOHNTE LUDWIG BONYHADI JG. 1899 DEPORTIERT 1939 ERMORDET IN NISKO                                                           | Bonyhadi, Ludwig              | Rainerstraße 4 (Karte)                                                    | 28. Aug. 2008 | Jude / Jüdin Biografie                                     |
| Bonyhadi, Ruth                | HIER WOHNTE RUTH BONYHADI JG. 1928 DEPORTIERT 1941 LODZ 1944 BERGEN-BELSEN BEFREIT                                               | Bonyhadi, Ruth                | Rainerstraße 4 (Karte)                                                    | 25. Sep. 2018 | Jude / Jüdin Familie Bonyhadi                              |
| Böttinger, Karl               | KARL BÖTTINGER JG. 1891 ZWANGSARBEIT BOMBEN ENTSCHÄRFEN TOT 17.11.1944                                                           | Böttinger, Karl               | Max-Ott-Platz 5 (Karte)                                                   | 13. Mai 2013  | Zwangsarbeiter/in Biografie                                |
| Brandstätter, Maria           | HIER WOHNTE MARIA BRANDSTÄTTER JG. 1887 DEPORTIERT 16.4.1941 SCHLOSS HARTHEIM ERMORDET 1941                                      | Brandstätter, Maria           | Ernest-Thun-Straße 13 (Karte)                                             | 14. Juli 2015 | Biografie                                                  |
| Bulla, Elsbeth                | HIER WOHNTE ELSBETH BULLA GEB. KRAEMER JG. 1877 DEPORTIERT 20.8.1942 THERESIENSTADT ERMORDET 5.11.1944                           | Bulla, Elsbeth                | Markus-Sittikus-Straße 15 (Karte)                                         | 7. Juli 2011  | Jude / Jüdin Biografie                                     |
| Erlbeck, Günther              | HIER WOHNTE GÜNTHER ERLBECK JG. 1895 VERHAFTET 1941 DEPORTIERT 20.7.1942 FLOSSENBÜRG ERMORDET 28.7.1942                          | Erlbeck, Günther              | Franz-Josef-Straße 14 (Karte)                                             | 22. März 2012 | Homosexuelle Biografie                                     |
| Etlinger, Margarethe          | HIER WOHNTE MARGARETHE ETLINGER GEB. HORN JG. 1888 VERHAFTET AUG. 1941 DEPORTIERT 1941 RAVENSBRÜCK ERMORDET 14.3.1942            | Etlinger, Margarethe          | Ernest-Thun-Straße 7 (Karte)                                              | 27. Aug. 2008 | Jude / Jüdin Biografie                                     |
| Fischer, Emilie               | HIER WOHNTE EMILIE FISCHER GEB. TAUSSIG JG. 1885 DEPORTIERT 1942 THERESIENSTADT ERMORDET 26.12.1943                              | Fischer, Emilie               | Franz-Josef-Straße 12 (Karte)                                             | 22. Juni 2009 | Jude / Jüdin Biografie                                     |
| Fischer, Ludwig               | HIER WOHNTE LUDWIG FISCHER JG. 1868 DEPORTIERT 1942 THERESIENSTADT ERMORDET 26.4.1944                                            | Fischer, Ludwig               | Franz-Josef-Straße 12 (Karte)                                             | 22. Juni 2009 | Jude / Jüdin Biografie                                     |
| Fischer, Maria                | HIER WOHNTE MARIA FISCHER JG. 1885 DEPORTIERT 21.5.1941 SCHLOSS HARTHEIM ERMORDET 1941                                           | Fischer, Maria                | Paris-Lodron-Straße 5 (Karte)                                             | 14. Juli 2015 | Biografie                                                  |
| Fleischer, Katharina          | HIER WOHNTE KATHARINA FLEISCHER GEB. LEDERER JG. 1878 DEPORTIERT 9.6.1942 MALY TROSTINEC ERMORDET 15.6.1942                      | Fleischer, Katharina          | Faberstraße 27 (Karte)                                                    | 14. Juli 2015 | Jude / Jüdin Biografie                                     |
| Fröhlich, Helene              | HIER WOHNTE HELENE FRÖHLICH GEB. MONDERER JG. 1871 DEPORTIERT 1942 THERESIENSTADT 1943 AUSCHWITZ ERMORDET                        | Fröhlich, Helene              | Stelzhamerstraße 14 (Karte)                                               | 27. Aug. 2008 | Jude / Jüdin Biografie                                     |
| Goldschmidt, Victor Mordechai | HIER WOHNTE DR.VICTOR MORDECHAI GOLDSCHMIDT JG. 1853 FLUCHT AUS HEIDELBERG DEUTSCHLAND TOT 8.5.1933 SALZBURG                     | Goldschmidt, Victor Mordechai | Paris-Lodron-Straße 18 (Karte)                                            | 2. Juli 2014  | Jude / Jüdin Biografie                                     |
| Graber, Johann                | JOHANN GRABER JG. 1918 IM WIDERSTAND VERHAFTET AUG. 1940 MÜNCHEN-STADELHEIM HINGERICHTET 18.2.1944                               | Graber, Johann                | Paris-Lodron-Straße 9 (Karte)                                             | 14. Juli 2015 | Biografie                                                  |
| Hattinger, Alois              | HIER WOHNTE ALOIS HATTINGER JG. 1890 IM WIDERSTAND VERHAFTET 1941 ERMORDET 14.8.1944 ZUCHTHAUS STRAUBING                         | Hattinger, Alois              | Franz-Josef-Straße 4 (Karte)                                              | 22. Juni 2009 | Politischer Widerstand Biografie                           |
| Heiny, Maria Anna             | HIER WOHNTE MARIA ANNA HEINY JG. 1895 DEPORTIERT 16.4.1941 SCHLOSS HARTHEIM ERMORDET 1941                                        | Heiny, Maria Anna             | Haydnstraße 24 (Karte)                                                    | 14. Juli 2015 | Biografie                                                  |
| Heinz, Rosalie                | HIER WOHNTE ROSALIE HEINZ GEB. WARGA JG. 1881 DEPORTIERT 21.4.1941 SCHLOSS HARTHEIM ERMORDET 1941                                | Heinz, Rosalie                | Lasserstraße 24 (Karte)                                                   | 29. Sep. 2017 | Biografie                                                  |
| Herz, Irma                    | HIER WOHNTE IRMA HERZ GEB. POLLAK JG. 1870 DEPORTIERT 30.7.1942 THERESIENSTADT ERMORDET 18.11.1942                               | Herz, Irma                    | Rainerstraße 2 (Karte)                                                    | 2. Juli 2014  | Jude / Jüdin Biografie                                     |
| Hertzka, Konrad               | HIER WOHNTE KONRAD HERTZKA JG. 1911 LANDESHEILANSTALT UCHTSPRINGE SACHSEN-ANHALT TOT 7.3.1942                                    | Hertzka, Konrad               | Wolf-Dietrich-Straße 18 (Karte)                                           | 2. Juli 2014  | Jude / Jüdin Biografie                                     |
| Holzer, Matthias              | MATTHIAS HOLZER JG. 1887 ZWANGSARBEIT BOMBEN ENTSCHÄRFEN TOT 17.11.1944                                                          | Holzer, Matthias              | Max-Ott-Platz 5 (Karte)                                                   | 13. Mai 2013  | Zwangsarbeiter/in Biografie                                |
| Horst, Otto                   | OTTO HORST JG. 1886 IM WIDERSTAND VERHAFTET SEPT. 1940 MÜNCHEN-STADELHEIM HINGERICHTET 18.2.1944                                 | Horst, Otto                   | Paris-Lodron-Straße 9 (Karte)                                             | 14. Juli 2015 | Biografie                                                  |
| Jacoby, Adolf                 | HIER WOHNTE ADOLF JACOBY JG. 1859 FLUCHT 1938 HOLLAND TOT 2.1.1943 DEN HAAG                                                      | Jacoby, Adolf                 | Hubert-Sattler-Gasse 13 (Karte)                                           | 14. Juli 2015 | Jude. Biografie. Vater des Buchhändlers Hans Jacoby.       |
| Kampfer, Johann               | HIER WOHNTE JOHANN KAMPFER JG. 1889 DEPORTIERT 21.5.1941 SCHLOSS HARTHEIM ERMORDET 1941                                          | Kampfer, Johann               | Schallmooser Hauptstraße 12 (Karte)                                       | 29. Sep. 2017 | Biografie                                                  |
| Kendlhofer, Johann            | HIER WOHNTE JOHANN KENDLHOFER JG. 1908 KRIEGSDIENST VERWEIGERT ERSCHOSSEN 2.6.1942 WIEN-KAGRAN                                   | Kendlhofer, Johann            | Glockengasse 8 (Karte)                                                    | 14. Nov. 2016 | Deserteur Biografie                                        |
| Klein, Johanna                | HIER WOHNTE JOHANNA KLEIN JG. 1859 FLUCHT 1938 HOLLAND INTERNIERT WESTERBORK DEPORTIERT 1942 AUSCHWITZ ERMORDET 12.2.1943        | Klein, Johanna                | Markus-Sittikus-Straße 15 (Karte)                                         | 7. Juli 2011  | Jude / Jüdin Biografie                                     |
| Kohn, Bertha                  | HIER WOHNTE BERTHA KOHN GEB. SCHWARZ JG. 1874 FLUCHT 1938 TSCHECHOSLOWAKEI SCHICKSAL UNBEKANNT                                   | Kohn, Bertha                  | Wolf-Dietrich-Straße 14 (Karte)                                           | 14. Juli 2015 | Jude / Jüdin Biografie                                     |
| Kohn, Hermann                 | HIER WOHNTE HERMANN KOHN JG. 1882 DEPORTIERT 1942 THERESIENSTADT 1942 LUBLIN ERMORDET IN MAJDANEK                                | Kohn, Hermann                 | Wolf-Dietrich-Straße 14 (Karte)                                           | 23. Juni 2009 | Jude / Jüdin Biografie                                     |
| Kritzinger, Michael           | HIER WOHNTE MICHAEL KRITZINGER JG. 1893 IM WIDERSTAND VERHAFTET 9.2.1942 HINGERICHTET 13.9.1943 BERLIN-PLÖTZENSEE                | Kritzinger, Michael           | Bayerhamerstraße 5 (Karte)                                                | 2. Juli 2014  | Biografie                                                  |
| Kubin, Josefine               | HIER WOHNTE JOSEFINE KUBIN JG. 1911 DEPORTIERT 21.5.1941 ′SCHLOSS HARTHEIM′ ERMORDET 1941                                        | Kubin, Josefine               | Franz-Josef-Straße 4 (Karte)                                              | 22. Juni 2009 | Euthanasieopfer Biografie                                  |
| Langer, Johann                | HIER WOHNTE DR. JOHANN LANGER JG. 1878 OBERLANDESGERICHTSRAT DEPORTIERT 1938 DACHAU TOT 12.10.1938                               | Langer, Johann                | Rainerstraße 4 (Karte)                                                    | 28. Aug. 2008 | Racheopfer Biografie                                       |
| Leitner, Juliana              | HIER WOHNTE JULIANA LEITNER JG. 1903 DEPORTIERT 21.5.1941 SCHLOSS HARTHEIM ERMORDET 1941                                         | Leitner, Juliana              | Franz-Josef-Straße 33 (Karte)                                             | 19. Aug. 2016 | Biografie                                                  |
| Löwy, Amalie                  | HIER WOHNTE AMALIE LÖWY GEB. FUCHS JG. 1875 DEPORTIERT 1942 THERESIENSTADT 1942 ZAMOSC ERMORDET                                  | Löwy, Amalie                  | Franz-Josef-Straße 12 (Karte)                                             | 22. Juni 2009 | Jude / Jüdin Biografie                                     |
| Margules, David Samuel        | DR. DAVID SAMUEL MARGULES JG. 1884 RABBINER DEPORTIERT 12.11.1938 DACHAU ENTLASSEN 5.12.1938 FLUCHT 1939 ENGLAND                 | Margules, David Samuel        | Vor der Synagoge Lasserstraße 8 (Karte)                                   | 15. Juli 2020 | Jude / Jüdin Biografie                                     |
| Mayer, Hildegard              | HIER WOHNTE HILDEGARD MAYER JG. 1902 DEPORTIERT 16.4.1941 SCHLOSS HARTHEIM ERMORDET 1941                                         | Mayer, Hildegard              | Lasserstraße 30 (Karte)                                                   | 24. Sep. 2019 | Euthanasieopfer Biografie                                  |
| Müller, Rudolf Erich          | HIER WOHNTE RUDOLF ERICH MÜLLER JG. 1873 DEPORTIERT 1942 THERESIENSTADT ERMORDET 3.3.1943                                        | Müller, Rudolf Erich          | Mirabellplatz 6 (Karte)                                                   | 22. Juni 2009 | Jude / Jüdin Biografie                                     |
| Pollak, Anna                  | HIER WOHNTE ANNA POLLAK JG. 1873 DEPORTIERT 1942 THERESIENSTADT 1942 TREBLINKA ERMORDET                                          | Pollak, Anna                  | Rainerstraße 4 (Karte)                                                    | 28. Aug. 2008 | Jude / Jüdin Biografie                                     |
| Ranzenberger, Hubert          | HIER WOHNTE HUBERT RANZENBERGER JG. 1901 SPANIENKÄMPFER DEPORTIERT 6.10.1941 DACHAU 1944 MAJDANEK ERMORDET                       | Ranzenberger, Hubert          | Schallmooser Hauptstraße 8 (Karte)                                        | 2. Juli 2014  | Spanienkämpfer Biografie                                   |
| Raspotnig, Rudolf             | HIER WOHNTE RUDOLF RASPOTNIG JG. 1906 DEPORTIERT 17.4.1941 'SCHLOSS HARTHEIM' ERMORDET 1941                                      | Raspotnig, Rudolf             | Wolf-Dietrich-Straße 33 (Karte)                                           | 7. Juli 2011  | Euthanasieopfer Biografie                                  |
| Rehrl, Andreas                | ANDREAS REHRL JG. 1899 ZWANGSARBEIT BOMBEN ENTSCHÄRFEN TOT 17.11.1944                                                            | Rehrl, Andreas                | Max-Ott-Platz 5 (Karte)                                                   | 13. Mai 2013  | Zwangsarbeiter/in Biografie                                |
| Reiter, Franz                 | HIER WOHNTE FRANZ REITER JG. 1903 ZEUGE JEHOVAS KRIEGSDIENST VERWEIGERT BERLIN-PLÖTZENSEE HINGERICHTET 6.1.1940                  | Reiter, Franz                 | Auerspergstraße 48 (Karte)                                                | 23. März 2012 | Zeugen Jehovas Biografie                                   |
| Rosenfeld, Amalie             | HIER WOHNTE AMALIE ROSENFELD GEB. ADLER JG. 1873 DEPORTIERT 1942 THERESIENSTADT 1942 TREBLINKA ERMORDET                          | Rosenfeld, Amalie             | Schallmooser Hauptstraße 6 (Karte)                                        | 23. Juni 2009 | Jude / Jüdin Biografie                                     |
| Rosenthal, Natalie            | HIER WOHNTE NATALIE ROSENTHAL GEB. BERNSTEIN JG. 1885 DEPORTIERT 11.1.1942 RIGA ERMORDET 1942                                    | Rosenthal, Natalie            | Rainerstraße 4 (Karte)                                                    | 28. Aug. 2008 | Jude / Jüdin Biografie                                     |
| Schinnerl, Franz              | HIER WOHNTE FRANZ SCHINNERL JG. 1910 VERHAFTET 1941 DEPORTIERT 23.11.1942 DACHAU TOT AN HAFTFOLGEN 9.5.1945                      | Schinnerl, Franz              | Julius-Raab-Platz 2 (Karte)                                               | 22. März 2012 | Homosexuelle Biografie                                     |
| Schmidt, Beatrix              | HIER WOHNTE BEATRIX SCHMIDT GEB. URBANEK JG. 1866 DEPORTIERT 18.4.1941 SCHLOSS HARTHEIM ERMORDET 1941                            | Schmidt, Beatrix              | Schwarzstraße 33 (Verlegestelle: Ecke Friedrich-Gehmacher-Straße) (Karte) | 29. Sep. 2017 | Biografie                                                  |
| Schneider, Otto               | HIER WOHNTE OTTO SCHNEIDER JG. 1882 VERHAFTET 1939 DEPORTIERT 20.1.1941 DACHAU 1941 BUCHENWALD ERMORDET 30.11.1941               | Schneider, Otto               | Lasserstraße 23 (Karte)                                                   | 23. März 2012 | Homosexuelle Biografie                                     |
| Singer, Egon                  | HIER WOHNTE EGON SINGER JG. 1927 DEPORTIERT 1942 THERESIENSTADT 1942 LUBLIN ERMORDET 23.9.1942 MAJDANEK                          | Singer, Egon                  | Franz-Josef-Straße 9 (Karte)                                              | 22. Juni 2009 | Jude / Jüdin Biografie                                     |
| Singer, Hugo                  | HIER WOHNTE HUGO SINGER JG. 1896 DEPORTIERT 1942 THERESIENSTADT 1942 LUBLIN ERMORDET 5.7.1942 MAJDANEK                           | Singer, Hugo                  | Franz-Josef-Straße 9 (Karte)                                              | 22. Juni 2009 | Jude / Jüdin Biografie                                     |
| Singer, Paula                 | HIER WOHNTE PAULA SINGER GEB. WEISZFEILER JG. 1894 DEPORTIERT 1942 THERESIENSTADT 1942 LUBLIN ERMORDET IN MAJDANEK               | Singer, Paula                 | Franz-Josef-Straße 9 (Karte)                                              | 22. Juni 2009 | Jude / Jüdin Biografie                                     |
| Spiegel, Bela Baruch          | HIER WOHNTE BELA BARUCH SPIEGEL JG. 1872 DEPORTIERT 1942 THERESIENSTADT ERMORDET 28.10.1942                                      | Spiegel, Bela Baruch          | Faberstraße 11 (Karte)                                                    | 22. Juni 2009 | Jude / Jüdin Biografie                                     |
| Spiegel, Therese              | HIER WOHNTE THERESE SPIEGEL GEB. POLLAK DEPORTIERT 1942 THERESIENSTADT 1942 TREBLINKA ERMORDET                                   | Spiegel, Therese              | Faberstraße 11 (Karte)                                                    | 22. Juni 2009 | Jude / Jüdin Biografie                                     |
| Steinberger, Philomena        | HIER WOHNTE PHILOMENA STEINBERGER JG. 1896 DEPORTIERT 18.4.1941 SCHLOSS HARTHEIM ERMORDET 1941                                   | Steinberger, Philomena        | Markus-Sittikus-Straße 23 (Karte)                                         | 14. Juli 2015 | Biografie                                                  |
| Steindler, Eduard             | HIER WOHNTE EDUARD STEINDLER JG. 1892 DEPORTIERT 20.10.1939 ERMORDET IN NISKO                                                    | Steindler, Eduard             | Franz-Josef-Straße 5 (Karte)                                              | 18. Apr. 2013 | Jude / Jüdin Biografie                                     |
| Steinwender, Anna             | HIER WOHNTE ANNA STEINWENDER JG. 1858 DEPORTIERT 18.4.1941 'SCHLOSS HARTHEIM' ERMORDET 1941                                      | Steinwender, Anna             | Lasserstraße 23 (Karte)                                                   | 23. März 2012 | Euthanasieopfer Biografie                                  |
| Stuchly, Anna                 | HIER WOHNTE ANNA STUCHLY GEB. POLLAK JG. 1872 DEPORTIERT 14.7.1942 THERESIENSTADT 1942 TREBLINKA ERMORDET                        | Stuchly, Anna                 | Rainerstraße 2 (Karte)                                                    | 2. Juli 2014  | Jude / Jüdin Biografie                                     |
| van Alderwerelt, Franziska    | HIER WOHNTE FRANZISKA ALDERWERELT GEB. SCHINDLER JG. 1871 DEPORTIERT 13.8.1942 THERESIENSTADT ERMORDET 18.2.1943                 | van Alderwerelt, Franziska    | Max-Ott-Platz 4 (Karte)                                                   | 18. Apr. 2013 | Jude / Jüdin Biografie                                     |
| Wagen, Sossie                 | HIER WOHNTE SOSSIE WAGEN GEB. NEUMANN JG. 1897 DEPORTIERT 1942 AUSCHWITZ ERMORDET                                                | Wagen, Sossie                 | Ernest-Thun-Straße 7 (Karte)                                              | 27. Aug. 2008 | Jude / Jüdin Biografie                                     |
| Wagen, Witthold               | HIER WOHNTE WITTHOLD WAGEN JG. 1893 DEPORTIERT 1942 AUSCHWITZ ERMORDET                                                           | Wagen, Witthold               | Ernest-Thun-Straße 7 (Karte)                                              | 27. Aug. 2008 | Jude / Jüdin Biografie                                     |
| Wahl, Anna Maria              | HIER WOHNTE ANNA MARIA WAHL JG. 1872 DEPORTIERT 21.5.1941 ′SCHLOSS HARTHEIM′ ERMORDET 1941                                       | Wahl, Anna Maria              | Hubert-Sattler-Gasse 7 (Karte)                                            | 22. Aug. 2007 | Euthanasieopfer Biografie                                  |
| Weiss, Adolf Aron             | HIER WOHNTE ADOLF ARON WEISS JG. 1874 TOT AN UNTERERNÄHRUNG IN SALZBURG 6.11.1944 'GRUFT DER VERGESSENEN'                        | Weiss, Adolf Aron             | Vierthalerstraße 5 (Karte)                                                | 23. März 2012 | Jude / Jüdin Biografie                                     |
| Weissenstein, Margarethe      | HIER WOHNTE MARGARETHE WEISSENSTEIN JG. 1893 FLUCHT 1938 FRANKREICH-ITALIEN DEPORTIERT 14.12.1944 RAVENSBRÜCK ERMORDET FEB. 1945 | Weissenstein, Margarethe      | Franz-Josef-Straße 11 (Karte)                                             | 14. Juli 2015 | Jude / Jüdin Biografie / Biografie Grete De Francesco      |
| Wesenauer, Franz              | HIER ARBEITETE KOOPERATOR FRANZ WESENAUER JG. 1904 IM CHRISTLICHEN WIDERSTAND ÜBERLEBT                                           | Wesenauer, Franz              | Mirabellplatz 5 (Kirche St. Andrä) (Karte)                                | 25. Sep. 2018 | Lebensretter/in Biografien Franz Wesenauer und Franz Zeiss |
| Witternigg, Josef             | HIER WOHNTE JOSEF WITTERNIGG JG. 1881 IM WIDERSTAND VERHAFTET FEB. 1934 TOT AN HAFTFOLGEN 28.2.1937 SALZBURG                     | Witternigg, Josef             | Rainerstraße 2 (Karte)                                                    | 2. Juli 2014  | Biografie                                                  |
| Wraubeck, Margarete           | HIER WOHNTE MARGARETE WRAUBECK GEB. LIEBLICH JG. 1863 DEPORTIERT 1942 THERESIENSTADT ERMORDET 17.9.1942                          | Wraubeck, Margarete           | Haydnstraße 5 (Karte)                                                     | 23. Juni 2009 | Jude / Jüdin Biografie                                     |
| Zeiss, Franz                  | PFARRER FRANZ ZEISS JG. 1892 VERHAFTET MÄRZ 1940 1941 GEFANGENENHAUS ENTLASSEN 1941 UNTER BEOBACHTUNG BEFREIT/ÜBERLEBT           | Zeiss, Franz                  | Mirabellplatz 5 (Kirche St. Andrä) (Karte)                                | 14. Juli 2015 | Lebensretter/in Biografie                                  |
| Zhorsky, Artur                | HIER WOHNTE ARTUR ZHORSKY JG. 1901 DEPORTIERT 17.4.1941 SCHLOSS HARTHEIM ERMORDET 1941                                           | Zhorsky, Artur                | Haydnstraße 6 (Karte)                                                     | 23. Juni 2009 | Euthanasieopfer Biografie                                  |

## Nonntal
Die nachfolgend gelisteten Stolpersteine befinden sich im Salzburger Stadtteil Nonntal.
| Bild                    | Inschrift | Name                    | Ort                                              | Verlegedatum  | Anmerkungen                                                 |
| ----------------------- | --- | ----------------------- | ------------------------------------------------ | ------------- | ----------------------------------------------------------- |
| Feitzinger, Berta       | HIER WOHNTE BERTA FEITZINGER JG. 1910 DEPORTIERT 16.4.1941 SCHLOSS HARTHEIM ERMORDET 1941                                                  | Feitzinger, Berta       | Hellbrunnerstraße 14                             | 25. Sep. 2018 | Biografie                                                   |
| Gittler, Heinrich       | HIER WOHNTE HEINRICH GITTLER JG. 1915 IM WIDERSTAND VERHAFTET 18.1.1942 HINGERICHTET 15.7.1943 MÜNCHEN-STADELHEIM                          | Gittler, Heinrich       | Ulrike-Gschwandtner-Straße 5 (Karte)             | 3. Juli 2014  | Biografie                                                   |
| Pickl, Ernst            | HIER WOHNTE ERNST PICKL JG. 1924 KRIEGSDIENSTVERWEIGERER VERSTECKT GELEBT VERHAFTET TODESURTEIL 25.1.1945 HINGERICHTET 8.3.1945 GLANEGG    | Pickl, Ernst            | Rudolfsplatz 2                                   |               |                                                             |
| Hahn, Therese           | HIER WOHNTE THERESE HAHN JG. 1878 DEPORTIERT 21.4.1941 SCHLOSS HARTHEIM ERMORDET 1941                                                      | Hahn, Therese           | Hellbrunnerstraße 14                             | 25. Sep. 2018 | Biografie                                                   |
| Schöfegger, Josef       | HIER WOHNTE JOSEF SCHÖFEGGER JG. 1906 ZEUGE JEHOVAS KRIEGSDIENST VERWEIGERT VERHAFTET 24.11.1939 4.1.1940 SACHSENHAUSEN ERMORDET 15.4.1940 | Schöfegger, Josef       | Nonntaler Hauptstraße 120 (Karte)                | 22. Juli 2010 | Zeugen Jehovas Biografie                                    |
| Weil, Angela            | HIER WOHNTE ANGELA WEIL GEB. ROEDERER JG. 1895 DEPORTIERT 1942 PIASKI ERMORDET                                                             | Weil, Angela            | Nonntaler Hauptstraße 1 (Karte)                  | 22. Juli 2010 | Jude / Jüdin Biografie                                      |
| Kopfstein               | LANDESGERICHT SALZBURG 1939-1945 MEHR ALS 100 TODESURTEILE                                                                                 | Kopfstein               | Rudolfsplatz 2 (Landesgericht Salzburg) (Karte)  | 28. Sep. 2017 | Kopfstein zum Gedenken der Opfer am Landesgericht Salzburg. |
| Kowatsch, Ferdinand     | FERDINAND KOWATSCH JG. 1912 KRIEGSDIENST VERWEIGERT TODESURTEIL 14.4.1942 HINGERICHTET 15.4.1942 GLANEGG BEI SALZBURG                      | Kowatsch, Ferdinand     | Rudolfsplatz 2 (Landesgericht Salzburg) (Karte)  | 28. Sep. 2017 | Biografie                                                   |
| Pironi, Pietro          | PIETRO PIRONI JG. 1922 IM WIDERSTAND TODESURTEIL 2.8.1944 HINGERICHTET 29.8.1944 MÜNCHEN-STADELHEIM                                        | Pironi, Pietro          | Rudolfsplatz 2 (Landesgericht Salzburg) (Karte)  | 28. Sep. 2017 | Biografie                                                   |
| Sbigoli, Giuliano       | GIULIANO SBIGOLI JG. 1923 IM WIDERSTAND TODESURTEIL 2.8.1944 HINGERICHTET 29.8.1944 MÜNCHEN-STADELHEIM                                     | Sbigoli, Giuliano       | Rudolfsplatz 2 (Landesgericht Salzburg) (Karte)  | 28. Sep. 2017 | Biografie                                                   |
| Schmidberger, Hilde     | HILDE SCHMIDBERGER JG. 1925 VERHAFTET 21.11.1944 TODESURTEIL 2.12.1944 HINGERICHTET 31.1.1945 MÜNCHEN-STADELHEIM                           | Schmidberger, Hilde     | Rudolfsplatz 2 (Landesgericht Salzburg) (Karte)  | 28. Sep. 2017 | Biografie                                                   |
| Seywald, Franz          | DR.FRANZ SEYWALD JG. 1891 IM WIDERSTAND VERHAFTET 20.3.1944 TODESURTEIL 22.7.1944 HINGERICHTET 24.7.1944 HAFTANSTALT SALZBURG              | Seywald, Franz          | Rudolfsplatz 2 (Landesgericht Salzburg) (Karte)  | 28. Sep. 2017 | Biografie                                                   |
| Sottili, Remo           | REMO SOTTILI JG. 1911 IM WIDERSTAND TODESURTEIL 2.8.1944 HINGERICHTET 29.8.1944 MÜNCHEN-STADELHEIM                                         | Sottili, Remo           | Rudolfsplatz 2 (Landesgericht Salzburg) (Karte)  | 28. Sep. 2017 | Biografie                                                   |
| Kopfstein               | POLIZEIGEFÄNGNIS 1938-1945 HIER INHAFTIERT UND DEPORTIERT                                                                                  | Kopfstein               | Rudolfsplatz 3 (Bezirksgericht Salzburg) (Karte) | 28. Sep. 2017 | Kopfstein zum Gedenken der Opfer am Polizeigefängnis.       |
| Bonciani, Goffredo      | GOFFREDO BONCIANI JG. 1922 DEPORTIERT 28.9.1944 FLOSSENBÜRG LENGENFELD ERMORDET 26.2.1945                                                  | Bonciani, Goffredo      | Rudolfsplatz 3 (Bezirksgericht Salzburg) (Karte) | 28. Sep. 2017 | Biografie                                                   |
| Faist, Julius           | JULIUS FAIST JG. 1889 DEPORTIERT 22.9.1944 MAUTHAUSEN GUSEN ERMORDET 30.11.1944                                                            | Faist, Julius           | Rudolfsplatz 3 (Bezirksgericht Salzburg) (Karte) | 28. Sep. 2017 | Biografie                                                   |
| Gomez-Rodriguez, Rafael | RAFAEL GOMEZ-RODRIGUEZ JG. 1918 DEPORTIERT 11.9.1941 MAUTHAUSEN GUSEN ERMORDET 1.2.1942                                                    | Gomez-Rodriguez, Rafael | Rudolfsplatz 3 (Bezirksgericht Salzburg) (Karte) | 28. Sep. 2017 | Biografie                                                   |
| Mikulandra, Bozo        | BOZO MIKULANDRA JG. 1925 DEPORTIERT 11.10.1943 DACHAU 31.10.1943 BUCHENWALD ERMORDET 7.2.1945                                              | Mikulandra, Bozo        | Rudolfsplatz 3 (Bezirksgericht Salzburg) (Karte) | 28. Sep. 2017 | Biografie                                                   |
| Pfriemer, Katharina     | KATHARINA PFRIEMER GEB. KLIMITSCH JG. 1902 DEPORTIERT 28.8.1943 RAVENSBRÜCK ERMORDET 1944                                                  | Pfriemer, Katharina     | Rudolfsplatz 3 (Bezirksgericht Salzburg) (Karte) | 28. Sep. 2017 | Biografie                                                   |
| Poggesi, Vasco          | VASCO POGGESI JG. 1922 DEPORTIERT 28.9.1944 FLOSSENBÜRG 23.10.1944 MAUTHAUSEN GUSEN ERMORDET 4.2.1945                                      | Poggesi, Vasco          | Rudolfsplatz 3 (Bezirksgericht Salzburg) (Karte) | 28. Sep. 2017 | Biografie                                                   |
| Schallmoser, Margarethe | MARGARETHE SCHALLMOSER JG. 1923 DEPORTIERT 6.2.1943 RAVENSBRÜCK ERMORDET 22.5.1944                                                         | Schallmoser, Margarethe | Rudolfsplatz 3 (Bezirksgericht Salzburg) (Karte) | 28. Sep. 2017 | Biografie                                                   |
| Schmidberger, Berta     | BERTA SCHMIDBERGER JG. 1938 DEPORTIERT 14.2.1945 THERESIENSTADT BEFREIT                                                                    | Schmidberger, Berta     | Rudolfsplatz 3 (Bezirksgericht Salzburg) (Karte) | 4. Aug. 2018  | Biografie                                                   |
| Subota, Wladimir        | WLADIMIR SUBOTA JG. 1924 DEPORTIERT 8.8.1942 DACHAU ERMORDET 12.2.1945                                                                     | Subota, Wladimir        | Rudolfsplatz 3 (Bezirksgericht Salzburg) (Karte) | 28. Sep. 2017 | Biografie                                                   |
| Weissberger, Otto       | OTTO WEISSBERGER JG. 1872 DEPORTIERT 21.5.1943 AUSCHWITZ ERMORDET 19.6.1943                                                                | Weissberger, Otto       | Rudolfsplatz 3 (Bezirksgericht Salzburg) (Karte) | 28. Sep. 2017 | Biografie                                                   |

## Parsch
Die nachfolgend gelisteten Stolpersteine befinden sich im Salzburger Stadtteil Parsch.
| Bild                    | Inschrift | Name                    | Ort                                       | Verlegedatum  | Anmerkungen                      |
| ----------------------- | --- | ----------------------- | ----------------------------------------- | ------------- | -------------------------------- |
| Biack, Karl             | HIER WOHNTE DR. KARL BIACK JG. 1900 IM WIDERSTAND VERHAFTET 20.3.1944 HINGERICHTET 7.11.1944 MÜNCHEN-STADELHEIM                    | Biack, Karl             | Prälat-Winkler-Straße 7 (Karte)           | 3. Juli 2014  | Biografie                        |
| Chartschenko, Michael   | IM VOLKSGARTEN ERSCHOSSEN VON SS MICHAEL CHARTSCHENKO JG. 1914 TOT 4.5.1945 TAG DER BEFREIUNG                                      | Chartschenko, Michael   | Hundertwasser Allee (Volksgarten) (Karte) | 22. Aug. 2007 | Zwangsarbeiter Biografie         |
| Lohmann, Hildegard      | HIER WOHNTE HILDEGARD LOHMANN JG. 1934 PFLEGEANSTALT NEUENDETTELSAU 30.9.1942 HEILANSTALT EGLFING-HAAR TOT 19.3.1943               | Lohmann, Hildegard      | Wolfsgartenweg 29 (Karte)                 | 18. Apr. 2013 | Biografie                        |
| Schönwald, Ludwig Franz | HIER WOHNTE DR. LUDWIG SCHÖNWALD JG. 1890 FLUCHT 1938 TOT JAN. 1939 HAMBURG                                                        | Schönwald, Ludwig Franz | Nesselthalergasse 6 (Karte)               | 19. Aug. 2016 | Biografie                        |
| Schuchlenz, Johann      | HIER WOHNTE JOHANN SCHUCHLENZ JG. 1910 KRIEGSDIENST VERWEIGERT ERSCHOSSEN 13.4.1945 ITALIEN                                        | Schuchlenz, Johann      | Hundertwasser Allee (Volksgarten) (Karte) | 28. Sep. 2017 | Biografie                        |
| Schwarz, Nikolaus       | HIER ARBEITETE NIKOLAUS SCHWARZ JG. 1898 IM WIDERSTAND VERHAFTET 7.4.1943 MÜNCHEN-STADELHEIM HINGERICHTET 10.2.1944                | Schwarz, Nikolaus       | Fürbergstraße 45 (Karte)                  | 19. Aug. 2016 | Politischer Widerstand Biografie |
| Tiefgraber, Notburga    | HIER WOHNTE NOTBURGA TIEFGRABER GEB. ZILLNER JG. 1885 ZEUGIN JEHOVAS VERHAFTET 15.11.1939 15.3.1940 RAVENSBRÜCK ERMORDET 22.3.1944 | Tiefgraber, Notburga    | Aigner Straße 10 (Karte)                  | 22. Juli 2010 | Zeugen Jehovas Biografie         |
| Wallinger, Christian    | HIER WOHNTE CHRISTIAN WALLINGER JG. 1910 DEPORTIERT 17.4.1941 ′SCHLOSS HARTHEIM′ ERMORDET 1941                                     | Wallinger, Christian    | Gaisbergstraße 33 (Karte)                 | 3. Juli 2014  | Biografie                        |

## Riedenburg
Die nachfolgend gelisteten Stolpersteine befinden sich im Salzburger Stadtteil Riedenburg.
| Bild                | Inschrift | Name                | Ort                                                    | Verlegedatum  | Anmerkungen                      |
| ------------------- | --- | ------------------- | ------------------------------------------------------ | ------------- | -------------------------------- |
| Bondy, Arthur       | HIER WOHNTE ARTHUR BONDY JG. 1877 DEPORTIERT 1941 MINSK ERMORDET                                                                                 | Bondy, Arthur       | Neutorstraße 20 (Karte)                                | 21. Juli 2010 | Jude / Jüdin Biografie           |
| Bondy, Irma         | HIER WOHNTE IRMA BONDY GEB. KESSLER JG. 1887 DEPORTIERT 1941 MINSK ERMORDET                                                                      | Bondy, Irma         | Neutorstraße 20 (Karte)                                | 21. Juli 2010 | Jude / Jüdin Biografie           |
| Bondy, Otto         | HIER WOHNTE OTTO BONDY JG. 1873 DEPORTIERT 1942 THERESIENSTADT 1942 TREBLINKA ERMORDET                                                           | Bondy, Otto         | Neutorstraße 20 (Karte)                                | 21. Juli 2010 | Jude / Jüdin Biografie           |
| Fassa, Anna         | HIER WOHNTE ANNA FASSA GEB. KREJCI JG. 1878 DEPORTIERT 1941 ′SCHLOSS HARTHEIM′ ERMORDET 1941                                                     | Fassa, Anna         | Steinbruchstraße 8 (Karte)                             | 21. Juli 2010 | Euthanasieopfer Biografie        |
| Hofbauer, Roman     | HIER WOHNTE ROMAN HOFBAUER JG. 1894 DEPORTIERT 17.4.1941 SCHLOSS HARTHEIM ERMORDET 1941                                                          | Hofbauer, Roman     | Moosstraße 14 (Karte)                                  | 18. Aug. 2016 | Biografie                        |
| Holleis, Richard    | HIER WOHNTE RICHARD HOLLEIS JG. 1910 VERHAFTET 31.3.1941 DACHAU DEPORTIERT 20.1.1942 SCHLOSS HARTHEIM ERMORDET 1942                              | Holleis, Richard    | Kaserngasse 7 (Karte)                                  | 6. Juli 2011  | Spanienkämpfer Biografie         |
| Kollinsky, Fritz    | HIER WOHNTE FRITZ KOLLINSKY JG. 1875 GESTAPO-HAFT SALZBURG 9.11.-5.12.1938 GESTAPO-HAFT BERLIN 1939 TOT AN FOLGEN 29.8.1945 BERLIN               | Kollinsky, Fritz    | Moosstraße 17 (Karte)                                  | 28. Sep. 2017 | Biografie                        |
| Krempler, Friedrich | HIER WOHNTE FRIEDRICH KREMPLER JG. 1916 KRIEGSDIENST VERWEIGERT ERSCHOSSEN 25.3.1945 JUGOSLAWIEN                                                 | Krempler, Friedrich | Reichenhaller Straße 21 (Karte)                        | 28. Sep. 2017 | Biografie                        |
| Metzl, Richard      | HIER WIRKTE RICHARD METZL JG. 1870 VERTRIEBEN 1938 EXIL FRANKREICH TOT 31.10.1941 PARIS                                                          | Metzl, Richard      | Schloss Leopoldskron, Leopoldskronstraße 56-58 (Karte) | 19. Apr. 2013 | Jude / Jüdin Biografie           |
| Ortner, Rudolf      | HIER WOHNTE RUDOLF ORTNER JG. 1920 DEPORTIERT 23.5.1941 SCHLOSS HARTHEIM ERMORDET 1941                                                           | Ortner, Rudolf      | Koordinaten fehlen! Hilf mit.                          | 25. Sep. 2018 |                                  |
| Prodinger, Georg    | HIER WOHNTE GEORG PRODINGER JG. 1924 KRIEGSDIENST VERWEIGERT ZUCHTHAUS MÜNCHEN-STADELHEIM HINGERICHTET 25.1.1944                                 | Prodinger, Georg    | Leopoldskronstraße 35 (Karte)                          | 19. Apr. 2013 | Deserteur Biografie              |
| Rauter, Marie       | HIER WOHNTE MARIE RAUTER JG. 1900 DEPORTIERT 21.4.1941 SCHLOSS HARTHEIM ERMORDET 1941                                                            | Rauter, Marie       | Neutorstraße 28 (Karte)                                | 18. Aug. 2016 | Biografie                        |
| Reinhardt, Max      | HIER WIRKTE MAX REINHARDT JG. 1873 VERTRIEBEN 1938 EXIL USA TOT 31.10.1943 NEW YORK                                                              | Reinhardt, Max      | Schloss Leopoldskron, Leopoldskronstraße 56-58 (Karte) | 19. Apr. 2013 | Jude / Jüdin Biografie           |
| Rosenmann, Rachel   | HIER WOHNTE RACHEL ROSENMANN JG. 1873 DEPORTIERT 1941 LODZ ERMORDET                                                                              | Rosenmann, Rachel   | Neutorstraße 20 (Karte)                                | 21. Juli 2010 | Jude / Jüdin Biografie           |
| Steinocher, Karl    | HIER WOHNTE KARL STEINOCHER JG. 1894 IM WIDERSTAND VERHAFTET 26.2.1842 ZUCHTHAUS SALZBURG 1944 ZUCHTHAUS HOHENASPERG TOT AN HAFTFOLGEN 16.5.1945 | Steinocher, Karl    | Bucklreuthstraße 13 (Karte)                            | 21. Juli 2010 | Politischer Widerstand Biografie |
| Stöckl, Eleonore    | HIER WOHNTE ELEONORE STÖCKL JG. 1887 DEPORTIERT 21.4.1941 SCHLOSS HARTHEIM ERMORDET 1941                                                         | Stöckl, Eleonore    | Späthgasse 10 (Verlegestelle: Ecke Neutorstraße)       | 28. Sep. 2017 | Biografie                        |

## Salzburg-Süd
Die nachfolgend gelisteten Stolpersteine befinden sich im Salzburger Stadtteil Salzburg-Süd.
| Bild             | Inschrift | Name             | Ort                       | Verlegedatum  | Anmerkungen            |
| ---------------- | --- | ---------------- | ------------------------- | ------------- | ---------------------- |
| Pollak, Viktor   | HIER WOHNTE VIKTOR POLLAK JG. 1865 VERHAFTET 13.11.1941 DEPORTIERT 1942 ZWANGSARBEITSLAGER MALTHEUERN BEI BRÜX ERMORDET 14.11.1942 | Pollak, Viktor   | Frueaufgasse 5 (Karte)    | 22. März 2012 | Jude / Jüdin Biografie |
| Sykyta, Adalbert | HIER WOHNTE ADALBERT SYKYTA JG. 1912 DEPORTIERT 21.5.1941 SCHLOSS HARTHEIM ERMORDET 1941                                           | Sykyta, Adalbert | Membergerstraße 8 (Karte) | 15. Nov. 2016 | Biografie              |